# История Казахстана
История Казахстана — события на территории современного Казахстана с начала расселения там людей.

## Доисторический и древний периоды

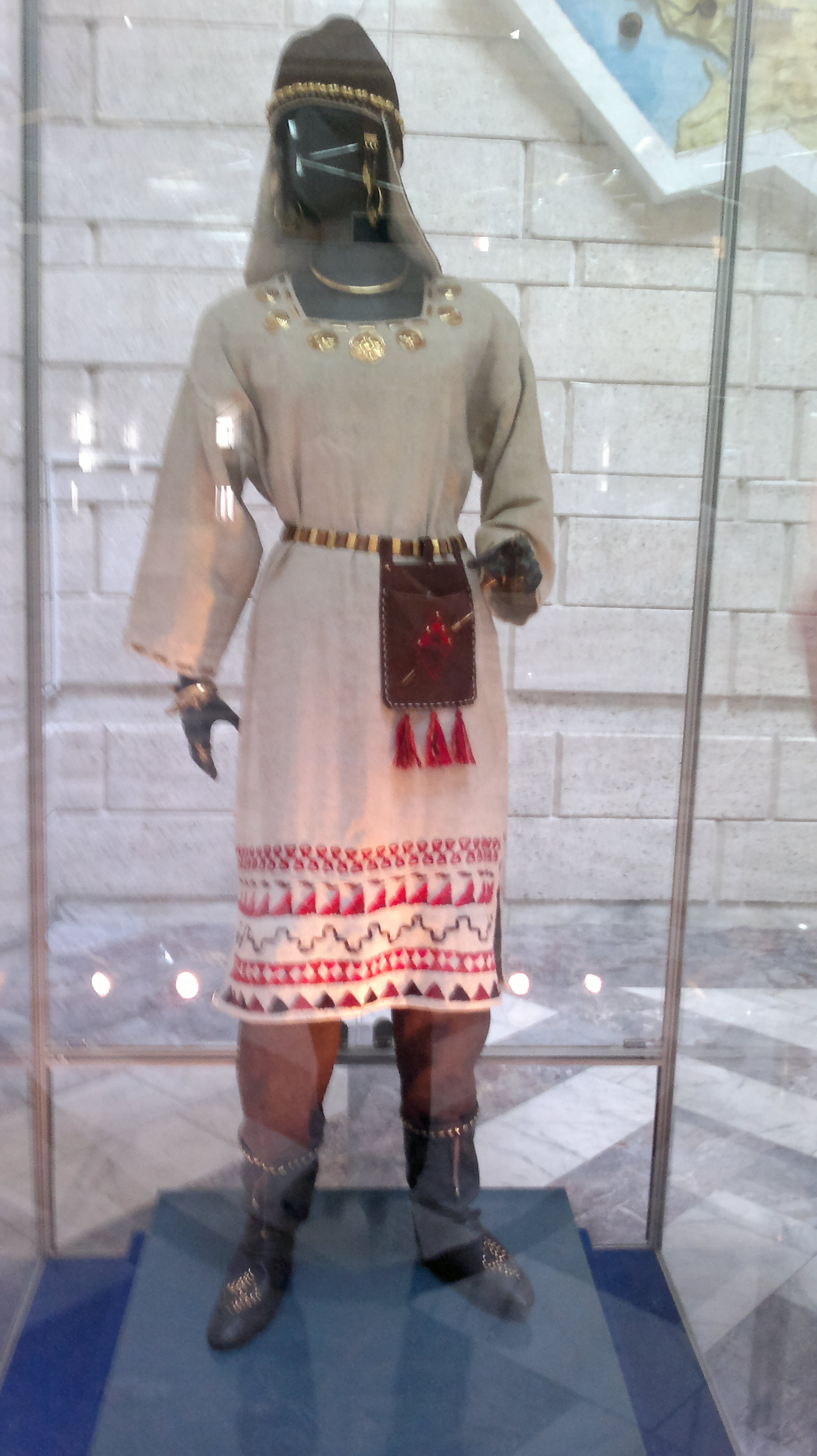
Наряд женщины андроновской культуры

В Восточном Казахстане известны раннепалеолитические находки из местонахождения Козыбай. В западных предгорьях Нарымского хребта, на восточном побережье Бухтарминского водохранилища обнаружено два палеолитических местонахождения — Курчум-1 и Курчум-2. Охристые глинистые отложения, где были обнаружены артефакты, соответствуют усть-убинской свите, верхняя граница которой датируется возрастом ок. 1,8 млн л. н. Подстилающие их красноцветные глины могут относиться к павлодарской или вторушкинской свите плиоцена.
Индустрия стоянки Шахбагата (протолеваллуа-ашель) на территории Форт-Шевченко (Мангышлак) имеет сходство с орудиями олдувайской культуры, индустрия стоянки Шахбагата (леваллуа-ашель I) соответствует среднему ашелю.
Орудия труда архантропов в горах Каратау (Бориказган, Танирказган, Кызылтау, Кошкорган, Шоктас), в Казанкапе, Акколе 1, в Мугоджарах, Мангышлаке и современном Северном Прибалхашье датируются возрастом 1 млн — 800 тыс. лет назад. Артефакты: рубило, чоппер, чоппинг. Сырьё для создания орудий труда: речная галька, кремень. Технология обработки: ретушь.
Ранний палеолит это время обитания архантропов и палеоантропов. За этот длительный период сменилось несколько археологических эпох и произошло значительное развитие материальной культуры.
В пещере Туттыбулак на горе Боралдай в Байдибекском районе Туркестанской области остатки пепла, относящиеся к среднему каменному веку, датируются возрастом более 41 тыс. лет назад. В пещере Туттыбулак также обнаружены каменные орудия и челюсть человека.
Около 12—5 тыс. лет до н. э. произошло потепление климата, закончилось последнее валдайское оледенение. Появились стоянки по всей территории современного Казахстана. Исчезли крупные животные (мамонты, шерстистые носороги и др.). Были изобретены лук и стрелы, наконечник в виде шарика, появились лодки (активное рыболовство), вкладывающие оружия, ловушки, силки, в охоте использовались одомашненные волки (собаки), резьба по кости, одежда из шкур.
Около 5 тыс. лет до н. э. — каменные орудия труда, керамика. Возникло земледелие, скотоводство. На территории современного Казахстана обнаружены более 500 стоянок (пещера Караунгур, стоянки Саксаульская, Акеспе, Куланды). Неолитическая революция. Орудия труда: зернотёрка, топоры, мотыги, ступки. Обработка орудий труда: шлифование, пиление, полировка. Сырьё: нефрит, гранит. Зачатки горного дела: выплавляли, медь, свинец, золото. Культуры: атбасарская (конец 7 — начало 6 тысячелетия до н. э.), кельтеминарская (конец 4 — начало 2 тысячелетия до н. э.), айдабольская, маханджарская (большинство памятников найдено в Тургайской ложбине, на Тоболе известна лишь стоянка Алкау-2), усть-нарымская.
К эпохе неолита/энеолита относится стоянка рыболовов Коскудук І на берегу Каспийского моря близ Актау (конец V — первая половина IV тыс. до н. э.), индустрия которой имеет как архаичные типы орудий оюклинской культуры, так и материалы шебирского типа хвалынской культуры. Человеческое захоронение на стоянке Коскудук І — самое древнее в Казахстане. Около Железинки (Павлодарская область) найдено погребение женщины эпохи неолита, в котором была произведена кремация. На правом берегу реки Иртыша в двух километрах выше посёлка Лебяжьего (Аккулы) обнаружил кости Homo sapiens и глиняный сосуд в форме горшка c типичным андроновским орнаментом. На Притобольской стоянке найден фрагмент пряслица с просверленным отверстием, что свидетельствует о распространении ткачества.
Неолит характеризуется многочисленными памятниками, обнаруженными во всех регионах Казахстана. Одной из важных проблем неолита на территории Казахстана является проблема определения своеобразия каменной индустрии и выделения локальных вариантов неолитической культуры. Наряду с охотой и рыболовством, зародились земледелие и скотоводство. Стоянки эпохи неолита обнаружены повсюду на территории Казахстана, но наиболее значимой является пещера Караункур (Южный Казахстан). Здесь обнаружены каменные, костяные изделия, керамика, кости животных — кулана, медведя, оленя, джейрана, кабана, косули, лошади, и т. д. Поселение неолитического времени имеется также на острове Кулалы в Каспийском море.

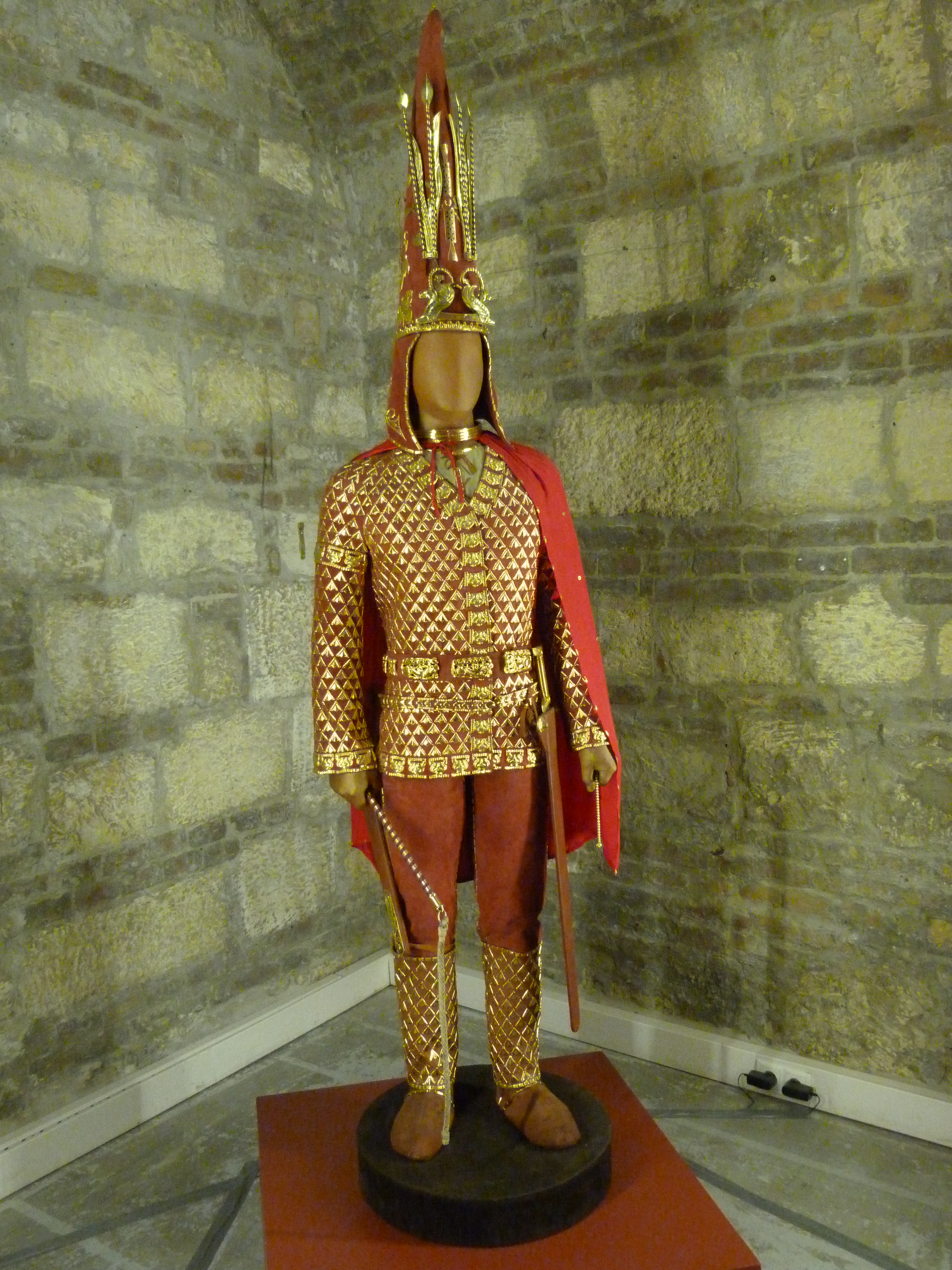
Иссыкский золотой человек в парадном доспехе из золотой чешуи на кожаной основе, стилизованный доспех катафрактия

4—3 тыс. до н. э. — появление медных изделий. Найдено до 100 поселений с литейными мастерскими (районы Жезказгана, Зыряновска и др.). Ботайская культура — относится к стоянкам: Ботай, Красный Яр, Бестамак. Антропологический тип людей: протоевропеоидный. Орудия труда: кремнёвые. Технология обработки: отщеповая. Некоторыми авторами ботайской культуре приписывалось первенство в одомашнивании дикой лошади. Однако, по данным исследования древней ДНК оказалось, что ботайские лошади не имеют отношения к домашней лошади, а являются родственными дикой лошади Пржевальского. Терсекская и ботайская культуры вместе с близкой суртандинско-кысыкульской культурой образуют южную провинцию зауральской общности энеолитических культур геометрической керамики.
В Джунгарском Алатау чтобы кормить зимой овец и коз, имевших ближневосточное происхождение, местные скотоводы выращивали просо 2700 лет до нашей эры, а значит скотоводство распространялось во Внутреннюю Азию через Внутренний азиатский горный коридор (IAMC) ещё до притока людей с западно-степным происхождением (ямная или афанасьевская культура).
VIII—VII века до н. э. — II—III века нашей эры — Арало-Каспийский регион населяли Арало-Каспийские степные племена. Это были полуоседлые и кочевые народы. Основное их занятие — кочевое скотоводство, обработка металла, дерева, кожи, кости, камня, шерсти, пошив одежды, ткачество, изготовление ювелирных изделий, оружия, конного снаряжения.
У представителя тасмолинской культуры железного века KSH001 (Karashoky, 791—542 гг. до н. э.) определили Y-хромосомную гаплогруппу R1a1a1b2 (R-Z93) и митохондриальную гаплогруппу U5b2a1a2, у образца BKT001 (Bektauta, 787—509 гг. до н. э.) определили Y-хромосомную гаплогруппу R1a1a1b2a (R-Z94) и митохондриальную гаплогруппу C4a1b, у образца TAL005 (Taldy, 789—548 гг. до н. э.) определили Y-хромосомную гаплогруппу C2b (C-L1373) и митохондриальную гаплогруппу H6a1b.
Начало 2-го тыс. до н. э. — начало VIII века нашей эры — добыча руды в Центральном Казахстане. Появление кочевого скотоводства. Крушение матриархата. Андроновская культура — поклонение небу, солнцу, огню. Обычай поминок, ритуальных жертвоприношения, главным жертвенным животным являлся конь. Бегазы — Дандыбаевская культура (наскальные рисунки Тамгалы, Ешкиольмес).
В северном степном поясе Центральной Азии исторически сложилась одна из ранних форм мировой цивилизации — скотоводческое кочевое хозяйство. Значительным достижением эпохи неолита в центральноазиатском регионе явилась выездка верхового коня. Здесь же произошло приручение верблюда, дикой овчарки и горного барана, необходимые факторы для кочевого скотоводства. Бронзовая эпоха представлена памятниками андроновской культуры (глиняная посуда с геометрическим орнаментом, бронзовые ножи и наконечники для стрел и т. д.), которые датируются XII—XVIII вв. до н. э. и найдены в степях Южного Урала и Южной Сибири. Петроглифы Баян-Журека в Алма-Атинской области изображают пароконную колесницу с возничим эпохи бронзы. Большая часть петроглифов Тамгалы относится к эпохе бронзы.

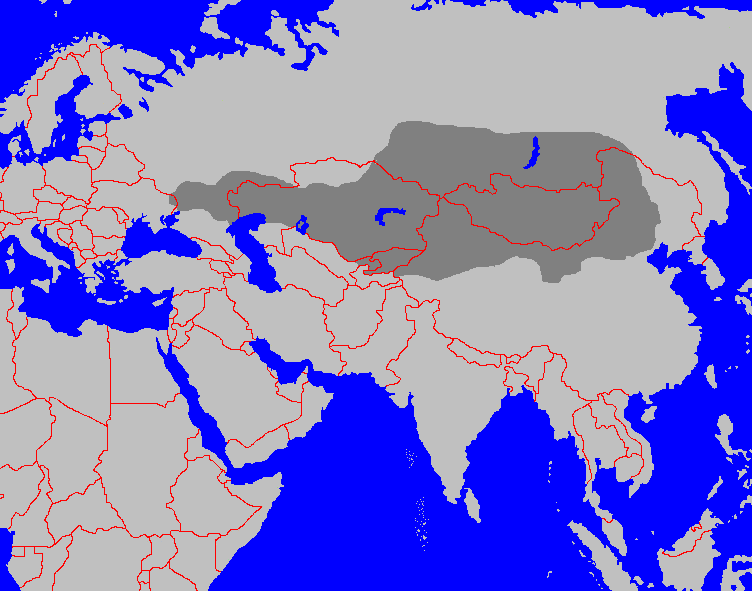
Кочевая империя хунну во 2 в. до н. э.

Кочевые племена, заселявшие огромную степную территорию от монгольских гор до Днепра и Дуная, греки называли скифами, персы — саками. Письменные свидетельства о племенах, населявших нынешнюю территорию Казахстана, появились в сер. 1-го тыс. до н. э. Геродот в своей «Истории» [3] описывает саков (VII—III вв. до н. э.) и упоминает об их соседстве с Ахеменидским Ираном, а также об их борьбе с персидскими завоевателями, царями Киром, Дарием I. Царица южных саков — массагетов, кочевавших в Приаралье, Томирис, казнила самого Кира в 530 году до н. э. Дарию в 519 году до н. э. также не удалось победить конные отряды воинственных саков. Александр Великий, прозванный в Азии Искандером Двурогим (из-за формы шлема), остановил своё победное продвижение на север на реке Яксарт (Сырдарья) в 327 году до н. э., основал там очередное поселение Александрия Эсхата (Дальняя), позже Ходжент, и, не рискнув идти в бескрайнюю степь, повернул на юг, в Индию.
Знаменитыми памятниками сакской культуры стали могильник Бесшатыр (Пять шатров) в долине реки Или и курган Иссык под Алма-Атой, в котором были обнаружены останки знатного сака в кольчуге из золотых пластин (V—VI вв. до н. э.), названного исследователями «Золотым человеком». Сакское искусство характеризовалось сако-скифским «звериным стилем», что, вероятно, и отражало господствующий тип хозяйства — кочевое и полукочевое скотоводство, в тени которого развивалось земледелие (в долинах рек Сырдарьи, Чу и Таласа). В захоронениях Пазырыкского кургана (III—V вв. до н. э.) на Южном Алтае обнаружены фрагменты войлочного и ворсового ковра по орнаментальному убранству и технике исполнения близких к казахским народным изделиям — каз. түкті кілем — «ковёр» и каз. сырмақ — «стёганая кошма с узорчатой аппликацией в виде кривых рогов зверей».
Во III—II веках до н. э. протомонгольские и прототюркские племена на степных просторах к югу и юго-востоку от Алтая образовали народ хунну.
При раскопках городища Куль-Тобе, близ посёлка Сарыарык (Социализм) на территории Южно-Казахстанской области на керамических кирпичах-таблицах найдены 13 эпиграфических памятников — два почти полных текста и одиннадцать фрагментов. Письменность после дешифровки определена как алфавитная, строчная, арамейская, которая также включает идеограммы. Она маркирует один из восточных диалектов древнеиранского языка. Палеографический и лингвистический анализ культобинского письма показал, что оно датируется II — началом III века н. э., то есть более чем на век древнее так называемых «Старых согдийских писем». Речь идёт об основании города человеком по имени Сападани.
Народ хунну во II веке н. э. распался, часть хунну осела в горах Джунгарского Алатау и образовала государство Юэ-Бань, другая часть переселилась на запад Казахстана в район Волги, Эмбы и Урала и далее на Дон, а в 375 году двинулась на запад в Европу, ознаменовав начало Великого переселения народов.
У представителей отрарской культуры из могильника Коныр-Тобе (II—V века) определили митохондриальные гаплогруппы U5a1a1, I1c1, T2g1a, W3a1 и Y-хромосомные гаплогруппы L1a2 (L-M357), E1b1b1a1b1a (E-V13), J2a1h2 (J-L25).

## Средневековье до монгольского нашествия

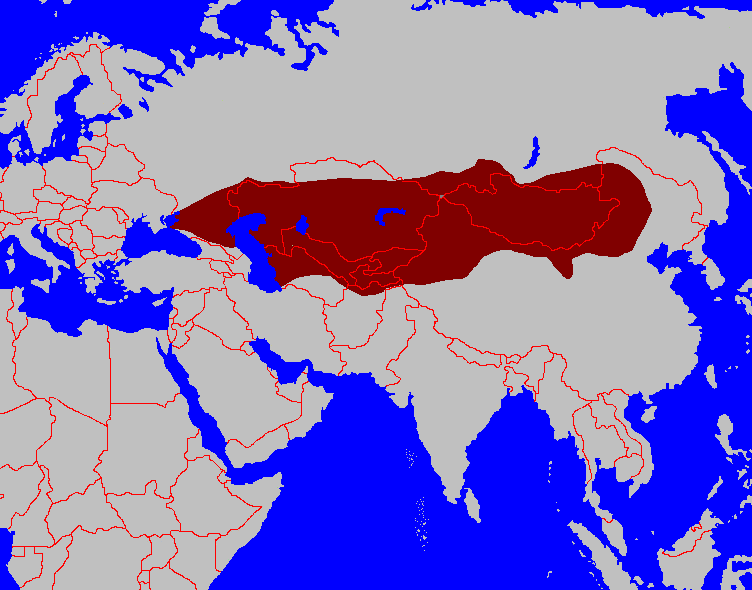
Первый Тюркский каганат 570 г.

В середине первого тысячелетия нашей эры на просторах от алтайских гор до Каспийского моря начинается сложение древнетюркского союза кочевых племён и появление государственности.
Первый Тюркский каганат (552—603 годы) стал важным этапом в истории Степи. Начали развиваться ремёсла, торговля, тогда же окреп Великий Шёлковый Путь из Китая в Персию и далее в Европу.
Полагают, что начальный этап тюркизации населения Средней Азии имел место в Семиречье в первой половине I тысячелетия нашей эры, когда хунны создали здесь владение Юэбань.
Вдоль течения рек Чу, Талас, Сырдарья и у побережья Аральского моря возникали города Сыгнак, Испиджаб и Баласагун, которые являлись важными населёнными пунктами на Шёлковом Пути.
В VI веке эти земли получили название Туркестан (с персидского «Страна тюрков»). В VII веке каганат распался на Восточный (Второй) и Западный каганаты. Восточный занимал земли на Алтае и Байкале, а Западный — степи от Иртыша до Волги. Позже из Западного каганата выделились Хазарский каганат (650—969) в северном Прикаспии (династия Ашинов) и Тюргешский каганат — на Тянь-Шане, который с приходом арабов уступил место Карлукскому каганату.
В VII—VIII веках китайская империя династии Тан стала претендовать на часть Туркестана, но сюда же устремились взоры Арабского халифата. Интересы двух великих воинственных империй схлестнулись в битве на реке Талас (751 год). Одержав важнейшую победу при помощи карлуков, арабы принесли на южные окраины Степи исламскую религию, а у китайцев позаимствовали бумагу, что привело к широкому распространению арабской письменности. В то же время тюрки потеряли своё древнетюркское письмо, перейдя на арабскую вязь, и свою древнюю веру — тенгрианство.

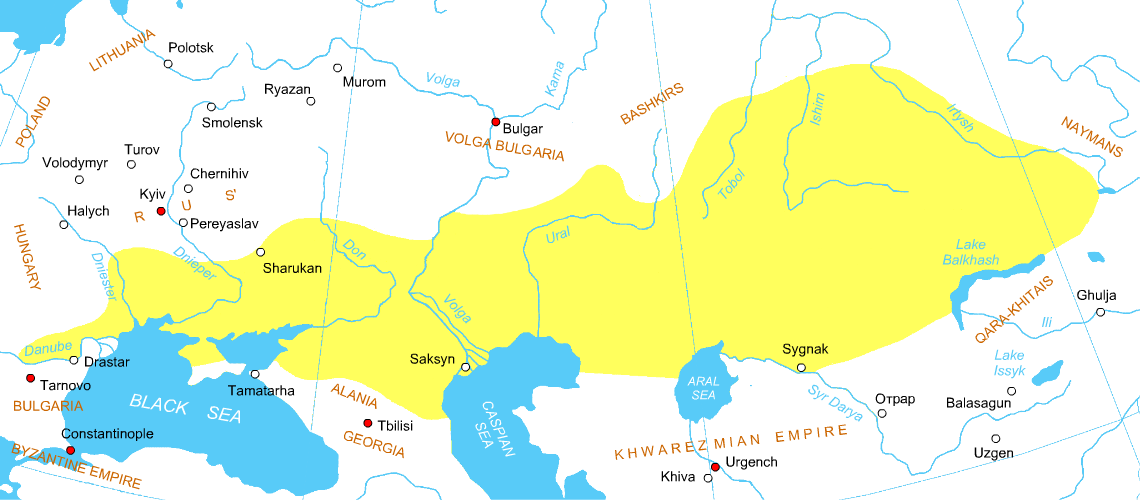
Дешт-и-Кипчак в начале XIII века

Но и Халифат не удержал территорию современного Казахстана в своих руках. Примерно в IX—X веке на ней возникают два новых тюркских государства: на юге и востоке — Караханидское, а на западе — огузское.
Караханидское государство пришло на смену Карлукскому ханству в Туркестане, в Мавераннахре (междуречье Окса и Яксарта или Амударьи и Сырдарьи), Семиречье и восточном Туркестане и продержалась до 1210 года до разгрома его шахом Хорезма Алла-ад-Дином Мухаммедом. Позже карлукское наречие (чагатайский язык в монгольские времена) стало основой узбекского (Мавераннахр) и уйгурского (Восточный Туркестан) языков.
Огузы занимали земли на Сырдарье и западе нынешнего Казахстана, воевали с Хазарским каганатом на Волге, причём часто в союзе с Киевской Русью, и Волжской Булгарией. Но в середине XI века в Степи поднялось новое могучее племя кипчаков, которое вытеснило огузов. Большая часть огузов ушла на южные берега Каспия и, смешавшись с местными народами, стала прародителями современных туркмен, далее в Закавказье — азербайджанцев, а сильнейший род огузов — сельджуки, продвинулся в Малую Азию и стал основой турецкой нации. Все эти народы связывает практически общий народный эпос «Огуз-наме́». Другая часть огузов отошла на запад до Дуная и была известна под именем печенегов, молдавские гагаузы считаются их потомками.
Недолговечное Каракитайское (Кара-киданьское) ханство существовало в Средней и Центральной Азии в 1140—1212 годах.

## Монгольское нашествие, Золотая Орда, Моголистан

Флаг Золотой Орды, согласно карте Анджелино Далорто 1339 года, а также Каталонскому атласу 1375 года.

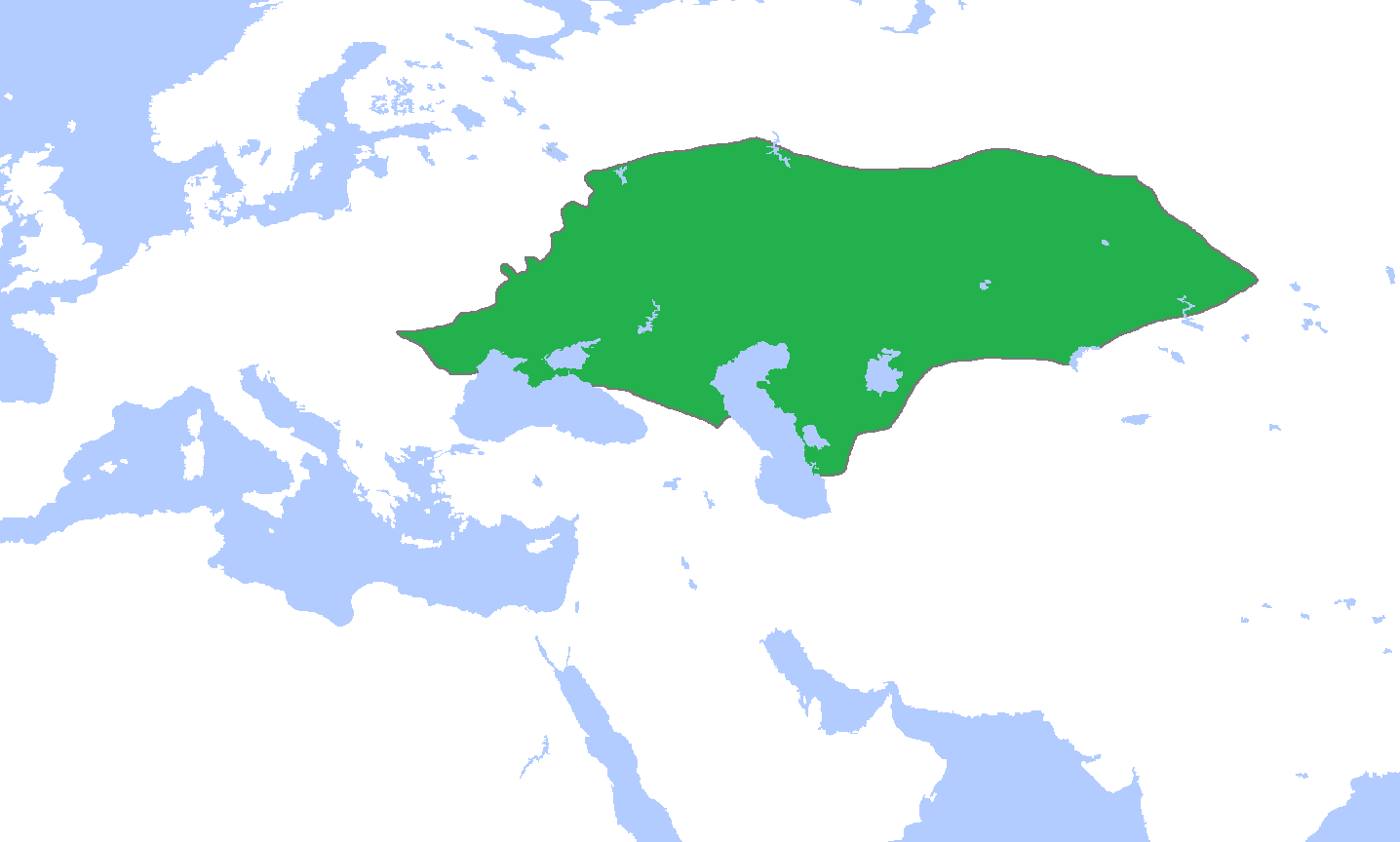
Золотая Орда прим. 1300 г.

В 1218 году началось монгольское вторжение в Степь и далее в Мавераннахр. Монголы огнём прошлись по Сырдарье, сожгли города Отрар, Сыгнак, Ашнас и др. Кочевые племена, проживающие на территории современного Казахстана, поначалу оказывали монгольским войскам сопротивление, но затем присоединились к ним, некоторые добровольно, а некоторые и после поражения. Местная кипчакская знать поступила на службу к монголам, а рядовые кочевники составили значительную часть монгольской армии, двинувшейся во главе с Бату (Батыем) в 1237 году на покорение Восточной Европы. По одной из версий, из-за них и появилось смешанное название — татаро-монголы.
Тюркская степь вошла в состав трёх монгольских улусов, которые возглавили сыновья Чингисхана: большая (степная) часть, весь восточный Дешт-и-Кипчак от Балхаша до Нижнего Поволжья, вошла в состав улуса старшего сына Джучи; Туркестан, Семиречье, Мавераннахр и Восточный Туркестан — в улус второго сына Чагатая; северо-восточная часть Семиречья, Тарбагатай, районы верхнего Иртыша и Западная Монголия — в улус третьего сына Угэдея. Чингизиды стремились превратить свои улусы в независимые владения. После смерти Чингисхана, последовавшей в 1227 году, эта тенденция стала нарастать, и империя распалась на несколько независимых государств. Преемником Джучи, умершего в том же, 1227 году, стал его средний сын Бату.
Батый основал в низовьях Волги новое монгольское государство Золотая Орда. В него вошли территории Улуса Джучи — Восточный Дешт-и Кыпчак, часть территории Хорезма и Западной Сибири, а также вновь завоёванные земли на западе. Столицей стал город Сарай-Бату (вблизи нынешней Астрахани). Золотая Орда была многоэтническим государством. Она включала в себя множество племён и народностей, различавшихся между собой по уровню общественно-экономического развития и обладавших своеобразной культурой и обычаями. Основную массу ордынцев составляли тюркские племена, главным образом, кыпчаки, а также канглы, найманы, кереиты, коныраты и многие другие. Папский посол Гильом де Рубрук, обобщая, называл их всех татарами. Интересно, что многие обычаи ордынцев, описанные Рубруком в 1253 году, до сих пор бытуют у современных казахов. Монголы и в Орде составляли меньшинство, по оценкам историков примерно пятую часть войска. В конце XIII века и в XIV веке пришлые монголы фактически тюркизировались, особенно после разгрома Золотой Орды Тимуром в 1391 году.
Монголы, благодаря своей идее централизованной власти объединили прежде слабоорганизованные вольные степные племена. Нормы кочевой жизни стала регулировать «Яса» Чингисхана — свод обычного права, приспособленного к новым условиям. Впоследствии нормы «Ясы» были в определённой степени использованы при создании казахского кодекса законов «Жеты Жаргы» (Семь уложений). Многие формы государственности были также использованы впоследствии в ханствах, возникших на территории Казахстана в послемонгольскую эпоху. Монгольское завоевание оказало сильное влияние на этнические процессы на территории Казахстана.

### Формирование правящей династии
Именно в Золотоордынский период формируется военно-политическая элита из тюрков кипчаков и правящая династия по линии Джучидов. Согласно этим нормам и традициям, последующие правители казахов практически исключительно будут выходцами из чингизидского рода Торе.
Три казахских жуза стали фактически преемниками трёх улусов чингизидов. Верхушка чингизидов растворилась в тюркской массе, но их потомки назывались торе́ или «белой костью». Самым известным чингизидом был казахский учёный, просветитель и путешественник Чокан Валиханов (1835—1865).
В середине XIV века на территории Юго-Восточного Казахстана (к югу от озера Балхаш) и Киргизии (побережье озера Иссык-Куль) в результате распада Чагатайского улуса образовалось государство Моголистан (Улус моголов, Улус Джете, Мамлакат-и Моголистан).
Согласно этногеномному анализу как по аутосомным маркерам и по данным полиморфизма Y-хромосомы, именно на период XIII—XV веков приходится период становления/формирования казахского этноса.

## Казахстан в Новое время после распада Золотой Орды

### XIV—XV века

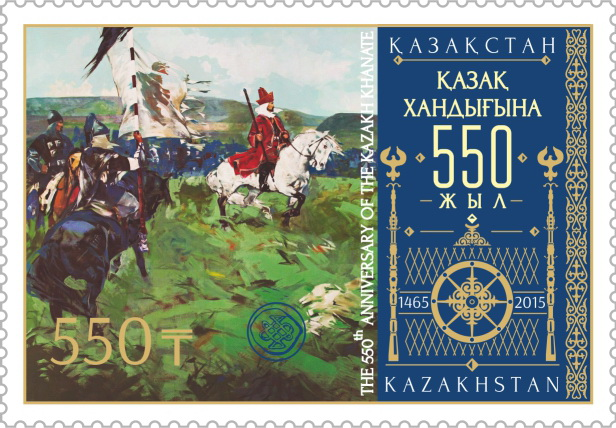
Почтовая марка, посвящённая 550-летию Казахского ханства, 2015

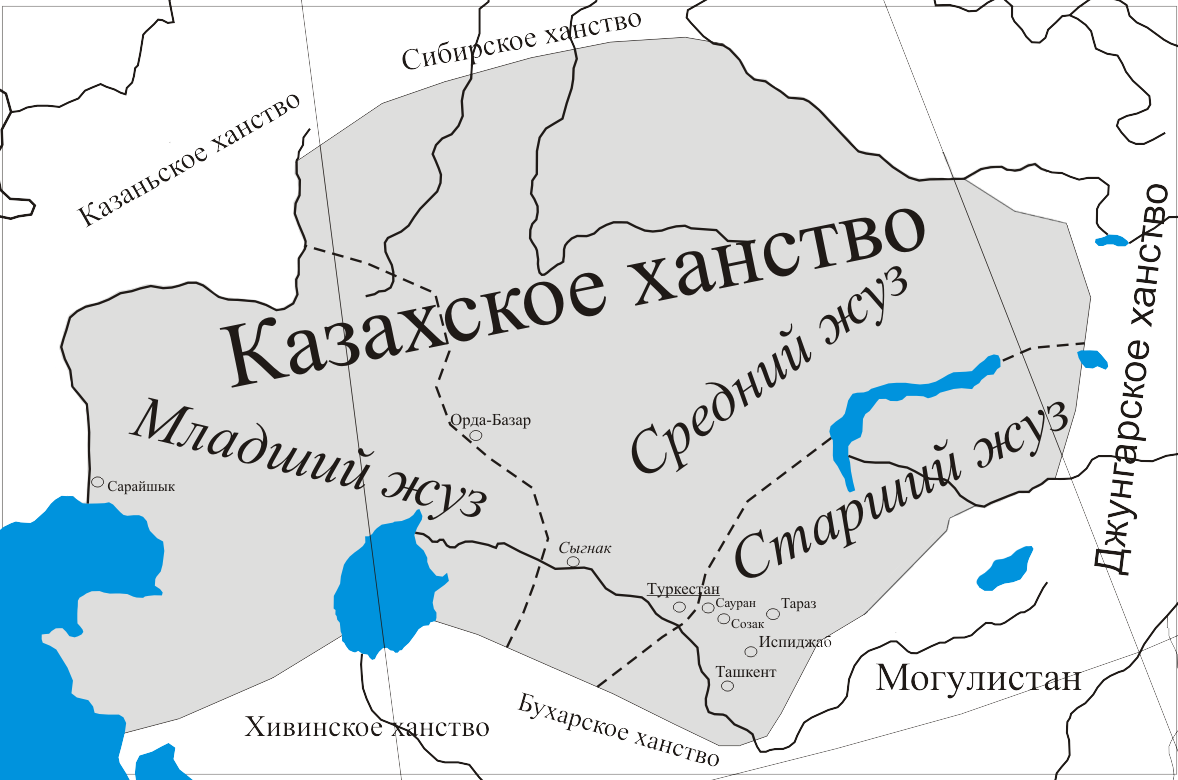
Казахское ханство

После разгрома Золотой Орды в 1391 году Тимуром она окончательно распалась на свои два крыла — западную (Белую) Ак-Орду (между Волгой и Доном) и восточную (Синюю) Кок-Орду. Кок-Орда в свою очередь разделилась на Ногайскую Орду (1440 — на землях современного западного Казахстана) и недолговечное Узбекское ханство на Сырдарье (1428 — по имени последнего видного золотоордынского хана Узбека, который окончательно ввёл ислам в Золотой Орде).
В 1458 году, недовольные жёсткой политикой хана Узбекского улуса Абу-л-хайра султаны Жанибек и Керей со своими аулами откочевали с берегов Сырдарьи на восток в Семиречье, на земли правителя Могулистана Есен-буги, где в 1465 году образовали Казахское ханство. Народ, ушедший с ними, стал называть себя свободным людом — казахами.
После смерти Абу-л-хайра в 1468 году, Жанибек принял участие в борьбе с его сыном Шайх-Хайдаром, в которой объединились ногаи, сибирский хан Ибак и многие другие князья. После его разгрома и убийства Ибаком, верховным ханом был провозглашён Керей, а Жанибек стал его соправителем, возглавив правое крыло со столицей Сарайчик в низовьях Яика, казахи вернулись на Сырдарью. После смерти братьев Керея и Жанибека к власти пришёл сначала Бурундук (правил 1480—1511) — сын хана Керея, а потом Касым (правил 1511—1521) — сын хана Жанибека.
Внук Абу-л-хайра Мухаммед Шейбани с оставшимися ему верными степными племенами в 1499 году был вынужден уйти в поход на юг, в Мавераннахр, где сумел завоевать раздробленное после смерти Тимура государство Тимуридов. Он перенёс столицу своего государства из Сыгнака в Бухару, где в 1500 году основал новое государство — Бухарское ханство. Кочевые дешт-кипчакские племена, ушедшие с шейбанидами, смешались с местным оседлым населением — тюркоязычными сартами, древними тюрками — карлуками и, как победители, принесли новому народу своё название — узбеки.
По мнению казахстанского историка Н. А. Атыгаева, Шигай-хан, правитель Казахского ханства, сохранял власть над кыргызскими племенами. В. В. Бартольд полагал, что после смерти Хакк-Назар-хана казахи и кыргызы «…уже не составляли больше одного государства; вообще, насколько известно, эти два народа с тех пор никогда больше не объединялись под властью одного хана». По мнению Н. А. Атыгаева, источники не подтверждают мнение В. В. Бартольда. Так, в «Раузат ар-Ризван» Бадр ад-Дина ал-Кашмири среди приближённых Шигай-хана отмечены кыргызские эмиры.
Казахстанский историк М. Х. Абусеитова указывает, что "после того, как Мухаммед-кыргыз сошел с исторической арены, киргизы вплоть до середины XVIII в. признавали власть Тахира, Хакк-Назара, Таукеля, Есима, часто именовавшиеся в источниках как «государи казахские и киргизские».

### XV—XVI века
Казахскому хану Касыму (1445—1521) удалось объединить под своим началом остальные степные племена Восточного Дешт-и-Кипчака и в борьбе с шейбанидами Мавераннахра на юге и Ногайской Ордой на западе расширить границы своего государства от Иртыша до Яика. Он даже захватил Сарайчик — столицу Ногайской Орды. Дело укрепления Казахского ханства продолжил его сын хан Хакназар (правил 1538—1580), который отобрал у Могулистана Семиречье и отбил у Ногайской Орды степи Сары Арки. В 1568 году казахи успешно победили Ногайскую Орду на реке Эмба и достигли Астрахани.
В 1598 году при Тауекель хане частью Казахского ханства стал и Ташкент, который позже становится столицей Казахского ханства. Правителем Ташкента был выдающийся казахский государственный и общественный деятель Толе би Алибекулы (1663—1756) из рода Дулат Старшего Жуза. В период его правления в Ташкенте были возведены многие архитектурные сооружения, являющиеся ныне историческими достопримечательностями города. Толе би был похоронен в Ташкенте, его мавзолей считается одной из достопримечательностей города.

### XVII—XVIII века

#### Проникновение русских на территорию современного Казахстана
В конце XVI века на берегу реки Яик появились переселенцы из русских земель, называющие себя казаками. В 1584 году упоминается Яицкий городок, который был основан в урочище Орешное яицкими казаками, образовавшиеся из беглых волгских казаков (основателем Яицкого городка считается их атаман Богдан Барбоша). После разорения его ногайцами, в 1613 году он был перенесён на 50 км ниже по реке Яик (Урал) на его современное место В 1773—1775 года яицкие казаки стали ядром восстания Емельяна Пугачёва. После разгрома восставших в 1775 году императрица Екатерина II повелела переименовать Яицкий городок в Уральск, а реку Яик — в Урал.
В 1640 году русский купец Гурий Назарьев в устье реки Яика при впадении в Каспийское море построил деревянный острог для занятия рыбным промыслом. Так был основан город Гурьев. В то время низовье Яика контролировалось Калмыцким ханством, и промышленникам приходилось платить ему дань. Однако со временем они на месте острога построили крепость и смогли избавиться от дани. Много хлопот промышленникам приносили казаки: в 1649 году крепость разграбил атаман Кондырев, он отдал учуг казацкой вольнице на семь лет, в городе были расселены стрельцы. В 1752 году Гурьев как город промышленников был упразднён и под названием Яицкого городка был присоединён к Яицкому казачьему войску, учуг рыбопромышленников был уничтожен.

#### Казахско-джунгарская война
В 1635 году на Джунгарской равнине между хребтами Тянь-Шаня и Алтая образовалось новое монгольское государство — Джунгарское ханство ойратской династии чоросов во главе с Хото-Хоцином, прозванном Эрдэни-Батуром. Начались ожесточённые войны между Казахским и Джунгарским ханствами. Военные вторжения джунгар имели целью захват территорий и, прежде всего, пастбищ, так как кочевое скотоводство было основной материальной базой Джунгарии. Накопление многочисленных стад требовало расширений кормовой базы. Остро ощущался недостаток хороших пастбищ на дальних кочевьях. Кроме того, захватчиков весьма привлекал ясак (налог на покорённых). Джунгары (самоназвание ойраты, по-казахски «калмаки») стали регулярно вторгаться в казахские степи:
1635 год — в плен попал Жангир-султан, сын хана Есима (бежал).
1643 — отряд из 600 казахских воинов Жангир-султана и 20-тысячное узбекское войско из Самараканда во главе с военачальником Ялангтуш Бахадуром взяли реванш в Орбулакской битве у подножья Джунгарского Алатау.
1652 — хунтайджи Эрдэни-Батур захватил и оккупировал восточное Семиречье, в битве с джунгарами погиб хан Жангир, ойраты начали строить свои каменные буддийские монастыри по Иртышу.
1680—1684 — Галдан Бошогту-хан и его преемник Цэван Рабдан вторглись в Туркестан и сожгли Сайрам и дошли до Ташкента.
1698—1703 — хунтайджи Цэван-Рабдан вновь захватил Семиречье.
Перед военной угрозой участившихся набегов ойратов из монгольских степей, наиболее усилил верховную власть хан Тауке (правил 1680—1718). Именно при нём наиболее консолидировалось кочевое государство со ставкой в городе Туркестане, при нём в Казахском ханстве был принят свод законов «Жеты Жаргы», который создали известные казахские бии Толе би (Старший жуз), Казыбек би (Средний жуз) и Айтеке Би (Младший жуз).
В 1708 году для противодействия джунгарам было создано первое общеказахское ополчение Богенбай-батыра, которое после начальных успехов (битва у горы Улутау, 1712) потерпело поражения в битвах на реках Аягоз и Арысь, что привело к внутренним распрям и распаду в 1718 году всего Казахского ханства. В 1718 году Казахское ханство распадается под ударами джунгар. Но продолжает сохраняться унаследованное от монголов территориальное разделение казахов на три жуза: Старший жуз (южный), Средний жуз (северный, центральный и восточный) и Младший жуз (западный).
В 1723—1727 годы произошло самое опустошительное вторжение, запечатлённое в народной памяти казахов, как «Актабан шубырынды» или же «Алкакуль сулама» — «Годы великого бедствия», когда джунгарами были захвачены столичные города Туркестан, Ташкент и Сайрам. В эти годы от разорительных набегов джунгар, казахский этнос потерял более 1 млн человек, около 200 тысяч человек были взяты в плен. Массы обездоленных людей, спасаясь от захватчиков, бежали на узбекские земли в Самарканд и Бухару. Разорённые группы казахов Старшего жуза и небольшой части Среднего жуза, переправившись чуть выше места, где река Чирчик впадает в Сырдарью, откочевали в район Ходжента и Самарканда. Казахи Младшего жуза, обогнув город Сайрам (Сайрам айналган), бежали в Хиву и Бухару. Некоторые казахские роды откочевали в пустынные районы Кызылкума и Каракума. В Годы великого бедствия казахи утратили богатые пастбища Семиречья, нарушились традиционные маршруты перекочёвок, пришли в упадок торговля, ремесленные центры, резко сократилось количество скота.
Но в 1727 году хунтайджи Цэван-Рабдан умер и в среде джунгар начались междоусобицы и борьба за власть. Это помогло казахам оправиться от поражений и перейти в наступление, возвращая свои земли.

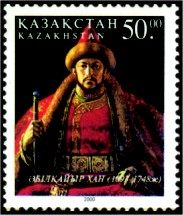
Современное фантазийное изображение Абулхаир хана на почтовой марке Казахстана

1727—1730 — успешные битвы нового казахского ополчения под руководством Абулхаир-хана на реке Буланты в предгорьях Улутау и горах Анракай в западном Семиречье с войсками нового хунтайджи Галдан Цэрэна.
Исторически казахские объединённые ополчения в этих войнах неоднократно одерживали ряд побед над джунгарами: в 1643 году в Орбулакской битве (хан Жангир), в 1712 году (ополчение Богенбай-батыра), также под руководством Абулхаир-хана на реке Буланты (1727) и в решающей Анракайской битве (1729). Но постоянной армии у казахов не было и каждый жуз собирал войско к определённому походу, взаимодействие между отрядами было слабое, чем и пользовались джунгары, ведомые одним своим ханом — хунтайджи. Кроме того, джунгары превосходили в огнестрельном оружии, которое изготавливали пленные русские под началом шведа Юхана-Густава Рената. Казахские воины не уступали ойратам в выносливости и выучке, но, как докладывал императрице Анне Иоанновне начальник оренбургской экспедиции Иван Кирилов: «Ежели бы обе киргизские орды (Средний и Младший жузы) согласились, а у них один хан с войной войдёт, а другой оставляет, и так своё владение у калмык теряют».
Казахам пришлось просить Россию о протекторате. Ещё в 1717 году хан Тауке впервые обратился к Петру I с просьбой принять казахов в российское подданство, но без выплаты ясака, без исполнения повинностей и при сохранении власти хана. Пётр I сразу же оценил значение Казахского ханства во внешней политике России:
Всем азиатским странам и землям оная орда ключ и врата, и той ради причины оная орда потребна под Российской протекцией быть
Россия тогда стремительно продвигалась на восток, к Тихому океану. Ещё в конце XVI века отрядам казаков атамана Ермака, уничтожившим Сибирское ханство чингизида Кучума, по указу царя Ивана Грозного был пожалован особый статус — Царская Служилая Рать. И с этого времени оно встало на службу своему государству. В 1715—1720 годы, несмотря на противодействие джунгар, началось строительство сибирскими казаками Иртышской укреплённой линии, заложены крепости Омская (1716), Семипалатинская (1718), Усть-Каменогорская (1720) вверх по Иртышу. Россия сама утверждалась на Алтае.
Помощь казахам от Петра I так и не пришла, поскольку сама она в это время была вовлечена в длительную и тяжелую Северную войну со Швецией (1700—1721). Сибирский губернатор князь Матвей Гагарин, с которым велись непосредственные переговоры о союзе, учёл, что это грозило большими осложнениями во взаимоотношениях России с Джунгарией и нарушило бы хозяйственные планы освоения богатых золотом и серебром мест по Иртышу. А потому без царского указа «калмыцкого владельца воевать не велел».
В 1745 году умирает хунтайджи Галдан Цэрэн, и в Джунгарском ханстве снова начинается разброд и междоусобные войны за власть. Джунгария в то время вела войны с наступавшей с востока и юга Цинской империей. Неудивительно, что иногда джунгары и казахи заключали мир перед лицом общей угрозы. Казахские отряды воевали на стороне нойона Амурсаны против китайско-маньчжурских войск в период с 1755 по 1758 год в боях на Или, Тарбагатае и Хоргосе. Как пишут исследователи, вернувшие к этому времени Семиречье казахские правители оценили складывающуюся ситуацию и пришли к выводу, что: «Джунгарское ханство не было для казахов прежней угрозой, и, помогая со своим войском джунгарскому хану Амурсане, Аблай пытался помочь ему сохранить единое государство». Он рассуждал: «Лучше иметь на своих границах потерявшую былую мощь Джунгарию, чем Цинскую империю». Более того, Амурсану, с которым Аблай близко сошёлся, будучи в плену, именовали «другом» Аблая. И тот, бывало, скрывался у казахов, спасаясь от внутренних врагов и китайцев. Но в 1756 году при императоре Айсиньгиоро Хунли цинско-маньчжурская армия окончательно громит Джунгарское ханство. Большая часть джунгар погибает на поле брани и от болезней, остатки живых бегут на Волгу в Калмыцкое ханство. Китайский историк Вэй Юань писал: «В Джунгарии насчитывалось несколько сот тысяч семей, четыре десятых умерли тогда от оспы, две десятых бежали в соседние страны, три десятых было уничтожено великой армией».
В своей книге «Общественное и государственное развитие ойратов» российский исследователь А. Чернышев называет причины такой жестокости: «Цины учинили жестокую расправу над ойратами не потому, что они считали их варварами. Нет, ведь не вырезали же они сибо, солонов, дауров и другие племена, а также многочисленные, но разрозненные племена халхаских монголов. Маньчжуры уничтожили именно ойратов, поскольку боялись, что, не сделав того, они сохранят в их лице потенциального соперника, уже имевшего опыт создания суверенного государства и поддерживавшего длительные связи с Россией. Поэтому маньчжуры предпочли уничтожить почти всех ойратов, а их земли оставить под контролем своих войск».
Так Джунгарское ханство навсегда исчезло с лица земли, а на её землях Цинская империя создаёт в 1761 году свою провинцию Синьцзян (Новая граница). А казахи оказались перед новой угрозой со стороны китайцев.
Существует, однако, мнение, что в основе присоединения в XVIII веке казахских жузов к Российской империи лежат экономические причины, а не защита от джунгарских набегов или китайской экспансии.

### Южный Казахстан и отношения с южными соседями казахов

#### Ташкент под управлением казахских правителей
По сведениям Ч. Ч. Валиханова, война Абылай-хана с Ташкентом и Ходжентом, в которой он дошёл до Джизака, увенчалась успехом и взятием семи городов и закончилась уступкой ему городов Туркестана, Сайрама, Чимкента, Сувака и др. и обязательством Ташкента платить ему дань.
Автор кокандской хроники «Анджум ат-Таварих» приводит ценнейшие сведения по расселению казахов в районе Ташкента и Южного Казахстана в конце XVIII века. Согласно территориальному разделу, осуществлённому Абылай-ханом между казахскими племенами: Чимкент достался роду шымыр, Ташкент, состоявший из четырёх частей (даха), был распределён между родами ыстым (Бешагач), конырат и Средним жузом (Кокча), жаныс (Бешагач) и сиргели, ысты и ошакты (Шейхантаур). Чиназ получили группы кулас и найман, а Паркент и её округу род шыктым. Эти племена летом кочевали в горах, а зимой устраивались поближе к оседлой зоне.
Кокандский историк Мухаммад-Хаким, отмечает, что в конце XVIII века Ташкентом правил некий Бахадыр-Ферман из рода Чингиза. Кокандскими источниками подтверждается имеющиеся уже в литературе сообщение о том, что Ташкентом во второй половине XVIII века управляли казахские ханы. Когда Ферман-бахадыр умер, власть в Ташкенте перешла, по словам Мухаммад-Хакима, в руки местных ходжей, вступивших в борьбу за власть между собой, вследствие чего в городе возникли серьёзные волнения. После долгой борьбы власть перешла Йунус-ходже.

## Казахстан в составе Российской империи
Признание казахами российского протектората дало России юридические основания для военно-политического проникновения в регионе. Лучшим способом для укрепления в Казахстане царская власть считала строительство укреплённых линий на российско-казахской границе из крепостей с военными гарнизонами, а также использование внутренних противоречий между интересами местных казахских, башкирских, калмыкских и пр. правителей. Целая цепь укреплений от Каспийского моря вдоль Яика, Иртыша до Алтайских гор окружила казахскую степь. Это так называемая «Горькая линия» (вдоль горьких озёр), составленная из Ишимской (1730—1747) и Иртышской (1745—1752 гг.) линий обороны. Это позволило России создать базу для дальнейшей экспансии вглубь Центральной Азии. Оренбургский губернатор Неплюев разработал план, предусматривающий комплекс мер на случай мятежа. При малейшем неподчинении оренбургским властям предусматривалось направлять против них военные отряды от Яицкого городка, Оренбурга, Орска, Уйской линии, Сибирской линии. Кроме регулярных полков использовались покорённые мещеряки, сачные татары, башкорты и др. Таким образом, этот план предусматривал широкомасштабное применение как регулярных, так и войск из числа отрядов местных правителей.

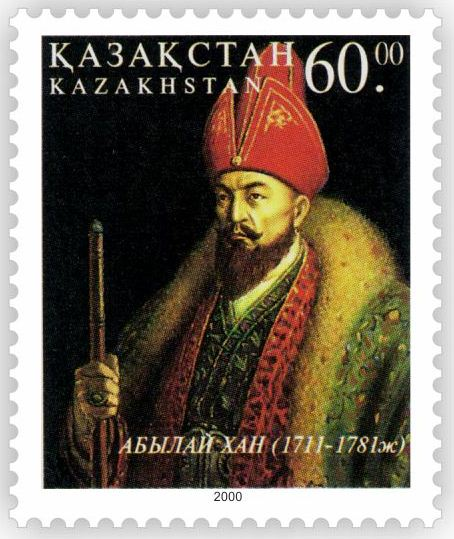
Фантазийное изображение Абылай хана на почтовой марке Казахстана

В 1741 году при очередном вторжении джунгар Сенат Российской империи теперь принимает резкие меры (миссия Карла Миллера, 1742). Встретив в лице России сильного противника, джунгары умеряют свой пыл. Хан Абылай попал в плен к джунгарам, но через год был освобождён при посредничестве оренбургского губернатора И. И. Неплюева.
24 ноября 1732 г. Тевкелев, завершив свою миссию, выехал в обратный путь из урочища Найзакескен. 2 января 1733 г. он прибыл в Уфу вместе с посольством Абулхаира, направленным в Петербург. В его составе были сын Абулхаира султан Ералы, двоюродный брат хана султан Нияз, старшины Чадынбай, Худайназар мурза, батыр Мурзагельды, Тугельбай мурза и др. В результате переговоров в Петербурге вступление Младшего жуза в подданство России было оформлено окончательно.
свидетельствовал о согласии правительства принять Старший жуз в состав России. Однако его удаленность от России, а также напряженные отношения с Джунгарией, убийство хана Жолбарыса в 1740 г., державшегося пророссийской ориентации, надолго отодвинули осуществление этого плана.
Для закрепления позиций во вновь присоединенных казахских землях в мае 1734 г. была организована Оренбургская экспедиция, которую возглавил обер-секретарь Сената И. К. Кирилов — сподвижник Петра I. Помощником его был утвержден А. И. Тевкелев. В задачу комиссии входило всестороннее изучение вошедших в состав России земель, разведка природных ресурсов, сооружение Орской крепости, установление новой границы между русскими и казахскими владениями. Ряд причин, и прежде всего восстание башкир в 1734—1738 гг., помешал реализовать обширный план Оренбургской экспедиции. В 1735 г. был основан г. Оренбург, имевший важное значение в развитии русско-казахских политических и торговых взаимосвязей. В связи со смертью И. К. Кирилова в апреле 1737 г. новым начальником Оренбургского края был назначен В. Н. Татищев, стремившийся закрепить зависимость представителей султанов и старшин Младшего и Среднего жузов от России.
Состоявшийся в Оренбурге в 1740 г. съезд представителей старшин и султанов Младшего и Среднего жузов способствовал закреплению первых результатов Российского подданства. Присутствовавшие на нём хан Абулмамбет и султан Абылай, учитывая сложившуюся ситуацию, высказались за принятие российского подданства, стремясь обезопасить Казахстан от возможных вторжений джунгар. Присяга группы султанов и старшин Младшего и Среднего жузов в 1740 г. обусловила присоединение к России лишь части Среднего жуза, основные же регионы северо-восточного и Центрального Казахстана вошли в состав империи лишь в 20—40-х гг. XIX в.
Часть земель Среднего жуза, формально перешедшего под покровительство России, а также земли Старшего жуза в конце XVIII века попали под власть кокандских ханов, использовавших в своих интересах казахско-джунгарское противостояние.
В этот период в казахском Семиречье сложилась парадоксальная ситуация четверовластия. На данную территорию помимо местных жителей казахов Старшего жуза претендовали: Кокандское ханство (аргумент — реальное обладание местностью), Китай (аргументация — исторические права с 1756—1758 годов, как победителей и правопреемников Джунгарии), Россия (аргументация — присяга на русское подданство различных владетелей Большой орды, начиная от султана Тугума в 1793 году и заканчивая сыном хана Абылая султаном Сюка Аблайхан улы в 1819 году). Последнее, включая военную мощь Российской империи, и предопределило ситуацию, в которой вопрос об установлении западного участка русско-китайской границы перешёл в практическую плоскость.
Начало договорному определению этой границы было положено в ноябре 1860 года подписанием Пекинского дополнительного договора и связанного с ним Чугучакского протокола 1864 года, закрепивших фактическое положение, которое сложилось в результате присоединения к России Казахстана и ряда районов Киргизии.

Памятник Сырыму Датову в Уральске

Вхождение Казахского ханства в состав Российской империи сопровождалось трудностями. Вследствие различия традиций и ментальности русского и казахского населения. Процесс присоединения по этой причине оказался неоднозначным. Для соблюдения прав казахского населения в 1785 году был созван своеобразный степной парламент — народное собрание. Его главой был избран Сырым Датов, а не хан Младшего Жуза Нуралы. В итоге хан, утративший всякую популярность, вынужден был бежать под защиту России. Собрание же превращалось в подобие польского сейма, времён шляхетской вольницы. Начиная с 1783 года, идёт непрерывная борьба, в которой царская администрация пыталась восстановить мир и спокойствие, с казахской же стороны все больше и больше выдвигались требования о фактическом отделении.
В 1787 году из-за внутренних распрей части казахских родов Младшего жуза во главе с ханом Букеем было разрешено перейти Урал и кочевать в Заволжье. Это решение официально закрепил император Павел I в 1801 году, когда из 7500 казахских семейств была образована вассальная Букеевская (Внутренняя) Орда во главе с ханом Букеем.
Несмотря на все уступки, среди казахов сохранялись антиправительственные настроения и царская администрация в 1791 году объявляет о возвращении ханской власти, назначив ханом султана Есима. В ответ Сырым Датов фактически объявляет войну России и убивает её ставленника Есима, начинаются многочисленные набеги на пограничную линию, не прекращавшиеся в течение десяти лет. В 1797 году преследуемый султанами Сырым Датов вынужден откочевать с соплеменниками на юг, на земли Хивинского ханства, где был в 1802 году отравлен врагами.

#### Яицкое казачество
Северное побережье Каспийского моря и правый берег реки Урал (ранее Яик, от каз. Жаик) русские, в основном беглые крестьяне, именовавшие себя казаками (вольными людьми), самолично стали заселять ещё с XVI века, основав стихийное Яицкое казачество с центром в основанном ими Яицком городке (1613). Однако, казачество всё же попало под власть Русского царства.
В 1775 году после разгрома пугачёвского восстания, в котором яицкие казаки приняли активное участие, они были в наказание переименованы императрицей Екатериной II в Уральское казачье войско, Яицкий городок — в город Уральск, а реку Яик переименовали в Урал.
Далее по Яику были основаны Гурьев (1640), Орск (1735) и Оренбург (1743), который тогда же по указу императрицы Елизаветы Петровны стал центром учреждённого Оренбургского казачьего войска.
В 1799 году для управления казахами Младшего жуза была создана Оренбургская пограничная комиссия.

### XIX век

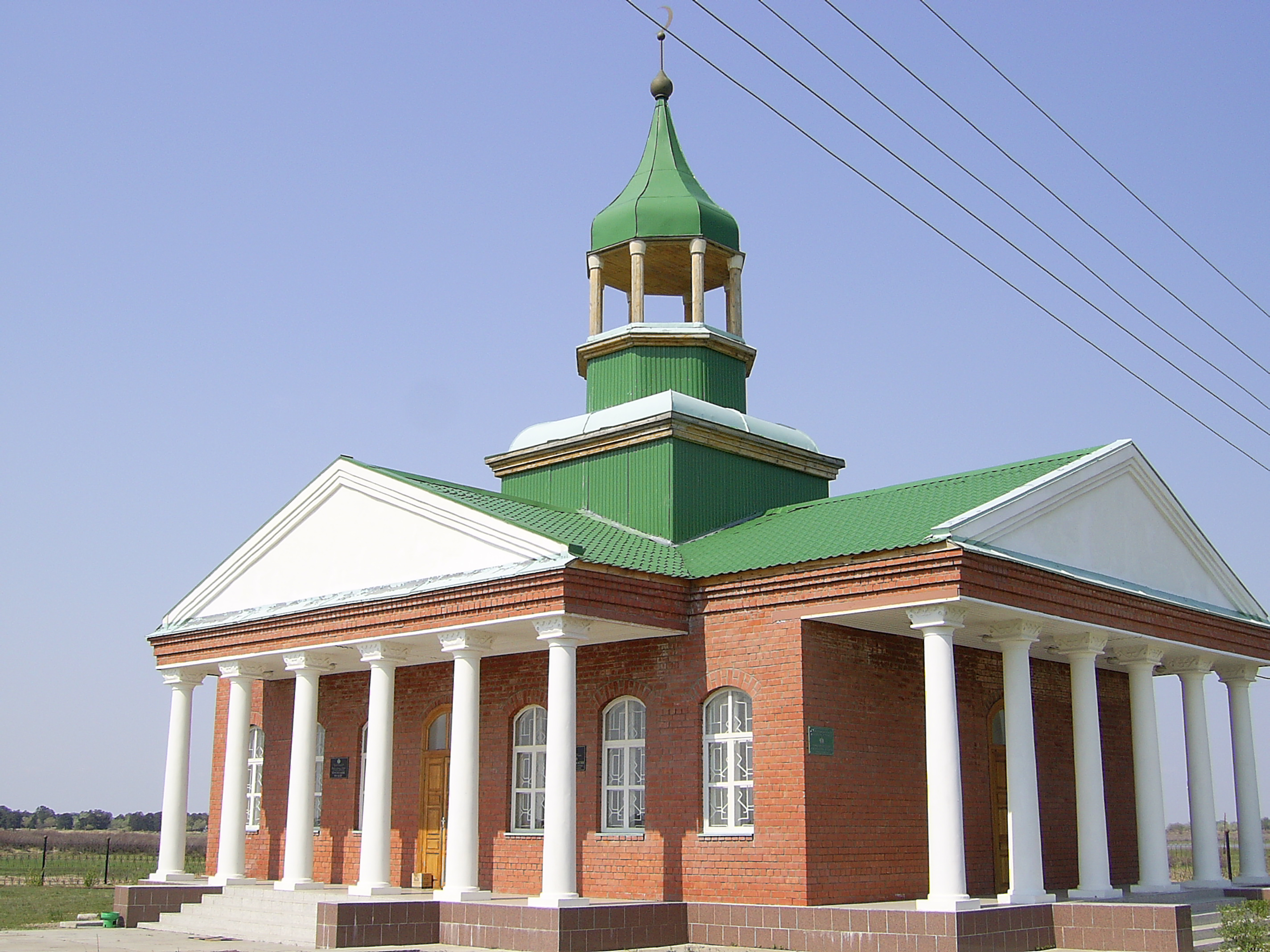
Мечеть в Ханской ставке Букеевской орды

Указом царя Александра I в 1808 году Сибирское казачество получило статус Сибирского казачьего войска с центром в Омске. Казаки и шедшие за ними переселенцы из России с оружием в руках захватывали лучшие земли, луга и пастбища, вытесняя в степи и неудобья коренное население, которое они называли киргиз-казаками, чтобы не путать с русскими казаками.

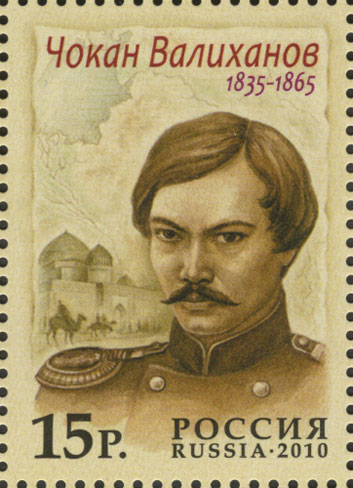
Чокан Валиханов

В 1818 году несколько родов Старшего жуза объявили о вступлении под покровительство России. В течение следующих 30 лет, где под давлением, где добровольно большинство родов Старшего жуза объявляли о принятии российского подданства.
В 1822 году император Александр I издаёт указ о введении разработанного М. М. Сперанским «Устава о сибирских киргизах», которым ликвидирована ханская власть в казахских жузах (за исключением Букеевской орды, где ханство упразднено Николаем I в 1845 году). Несмотря на это, Россия долгое время управляла казахскими жузами через Коллегию иностранных дел, представители казахских жузов, прибывавшие в Россию, назывались послами.

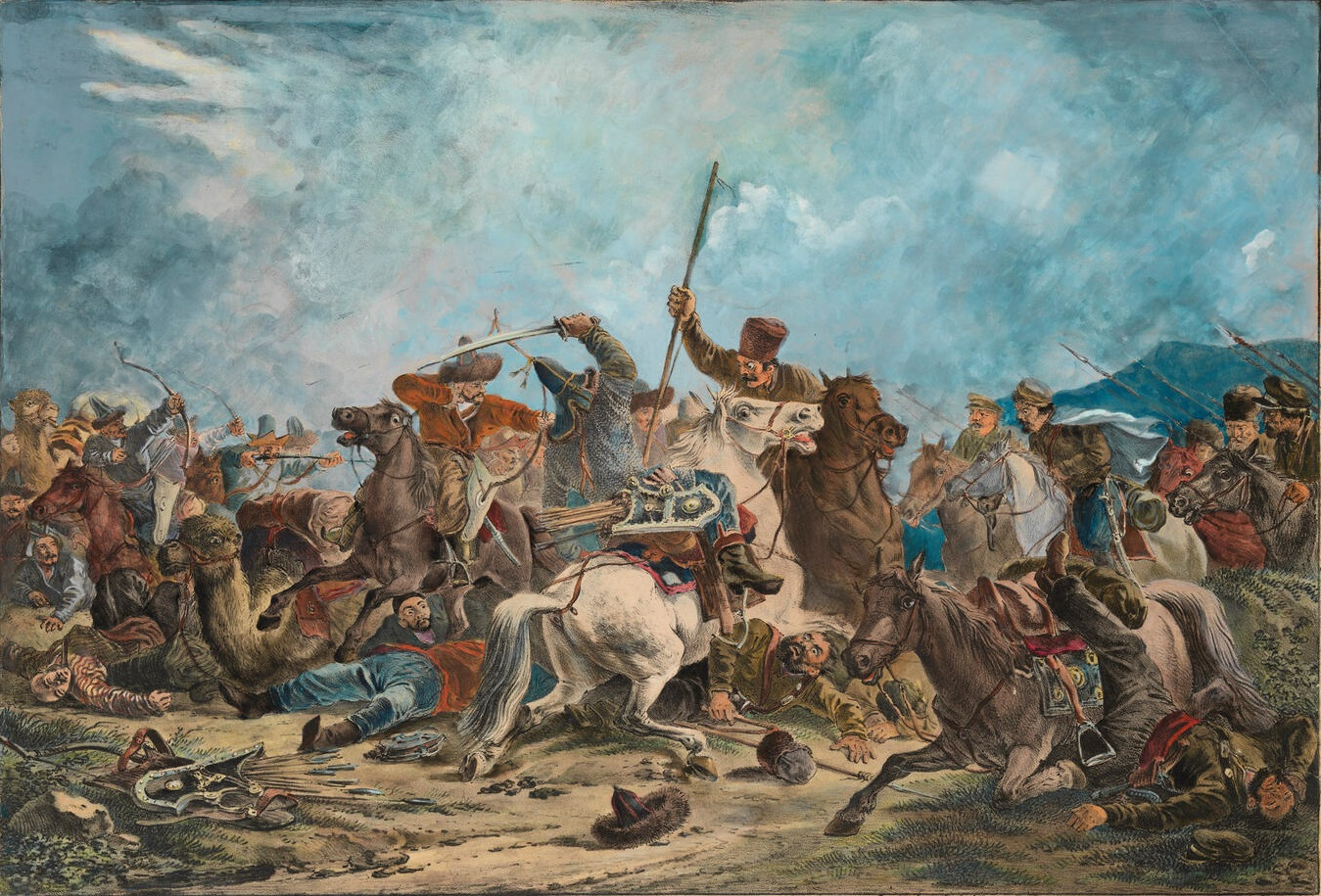
Орловский А. О. «Битва казаков с киргизами» (в царской России казахов называли киргизами)

В 1836—1838 годах было подавлено восстание, которым руководили Исатай Тайманов и Махамбет Утемисов.
В 1846 году был подавлен бунт последнего казахского хана Кенесары.
В 1857 году было разгромлено Казалинское восстание под руководством Жанкожи Нурмухамедова.
Для обеспечения российского присутствия на казахских землях были воздвигнуты: на восточном берегу Каспийского моря — Новопетровское укрепление (ныне Форт-Шевченко — 1846), в северо-западной степи Казахстана — Уральское (ныне Иргиз — 1846) и Оренбургское (ныне Тургай — 1846) укрепления, в районе Аральского моря — Раймское (ныне Раим — 1847) и у подножия Джунгарского Алатау — Капальское (ныне Капал — 1848) укрепления. В 1854 году было основано укрепление Верное (ныне Алма-Ата).
Расправа войск над мирным населением при взятии расположенных на территории современной Киргизии и Казахстана крепостей Пишпек и Аулие-Ата в 1864 году глубоко возмутила Чокана Валиханова — после нескольких горячих споров с полковником Черняевым, не видя иного выхода, он подаёт в отставку и возвращается в Семиречье.
После взятия русской армией Чимкента (1866) в борьбе с Кокандским ханством вся современная территория Казахстана оказалась под властью России. 21 ноября 1868 года в канцелярии царского правительства издается «Временное уложение», согласно которому все земли казахов переходят в государственную собственность. С этой поры начался уже массовый приток в Казахстан русских переселенцев.
В 1867 году из отрядов сибирских казаков, продвинувшихся далеко на юг в Семиречье, по указу императора Александра II было сформировано Семиреченское казачье войско с центром в городе Верном (1855). Тем самым, казаки становятся важнейшим инструментом России в присоединении восточных пространств, в том числе и территорий нынешнего Казахстана. Казачьи поселения на завоёванных территориях рассматривались царским правительством, как средство гарантии удержания региона.
После разгрома кокандского ханства в 1867—1868 годах Александр II утвердил «Положение об управлении Семиреченской и Сырдарьинскими областями» и «Положение об управлении Тургайской, Уральской, Акмолинской и Семипалатинской областями». Букеевская Орда отошла в состав Астраханской губернии.
В 1870 году на полуострове Мангышлак в связи с введением там новых административных реформ вспыхнуло Адаевское восстание, которое в том же году было подавлено.
В 1882 году вместо Западносибирского генерал-губернаторства из областей Акмолинской, Семипалатинской и Семиреченской образовано Степное генерал-губернаторство.
2 июня 1886 года и 25 марта 1891 года Российской Империей принимаются следующие правовые акты: «Положение об управлении Туркестанским краем» и «Положение об управлении Акмолинской, Семипалатинской, Семиреченской, Уральской и Тургайской областями». Согласно данным документам, большинство земель данных регионов переходило в собственность Российского Государства. Местному населению разрешалось бессрочное пользование ими.

### Начало XX века

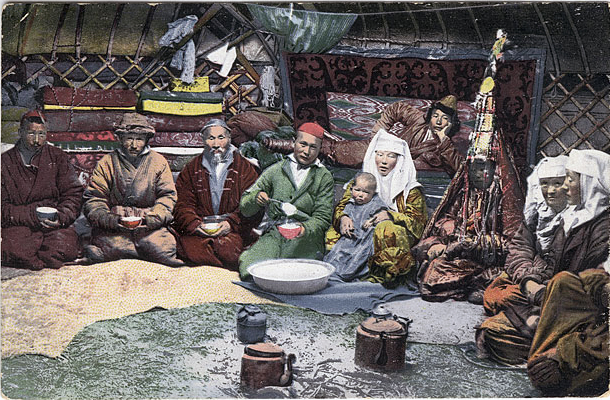
В казахской юрте, 1911/1914 год

Казахстан в составе Российской империи

Начавшаяся в 1906 году столыпинская аграрная реформа, среди прочего, стимулировала переселение крестьянства из европейской части России на Восток России, в частности в Туркестан.
В 1906—1912 годах в результате столыпинской аграрной реформы в казахские степи из европейской части России было перевезено до 500 000 крестьянских хозяйств, которым выделили более 17 млн десятин уже освоенных земель, а казахи были изгнаны на отведённые им российским правительством степные территории.
Например, русскому населению в Семиреченской области, которое к 1916 году составляло всего 6 процентов всего населения, принадлежало 57,7 % пригодных для возделывания земель, а местному населению было оставлено лишь 42,3 процента возделываемой земли.
Сенатор граф К. К. Пален, совершивший в 1908 году по приказу императора инспекционную поездку в Туркестан, описывает следующим образом методы работы царской администрации:
Сторонники политики колонизации предложили разрушить более 5100 постоянных зимовок киргизов и выгнать из них более 30 000 человек с тем, чтобы высвободить примерно 250000 десятин орошаемых земель, на которых можно было бы обустроить примерно 6500 крестьянских ферм (из расчёта 40 десятин на каждую ферму). С другой стороны, было обнаружено, что в Пишпекском уезде из 5395 участков, отданных в распоряжение переселенцев, были заняты лишь 2008 (то есть примерно 38 %). Оставшиеся 3387 были отвергнуты переселенцами, как малопригодные под нужды земледелия
По словам президента Казахстана Н. А. Назарбаева: «Во времена царской России все богатства из земли вывозились, а нам просто оставляли перекопанную землю и заставляли глотать пыль. У нас даже дорог внутри страны не было». Через казахские степи в 1906 году была построена железная дорога Оренбург — Ташкент. Стратегическая Ташкентская железная дорога усилила влияние России в регионе и предоставила возможность скорейшей доставки более крупных партий хлопка на текстильные фабрики, расположенные в европейской части России. С другой стороны, эта дорога обеспечила поставки российского зерна в регион, что позволило высвободить большие площади земель в Средней Азии для производства хлопка. Также она могла использоваться для быстрой переброски в среднеазиатский регион войск и артиллерии.
В 1907 году был принят «Закон о выборах в Государственную Думу», лишивший избирательных прав коренные народы Сибири, Средней Азии и Казахстана. Такие люди не могли призываться в армию, но, когда началась Первая мировая война, вышел указ императора Николая II от 25 июня 1916 года о так называемой «реквизиции инородцев» на тыловые работы фронтов первой мировой войны, что привело к восстанию в Туркестане и в казахских степях (под руководством Амангельды Иманова). Тогда, спасаясь от принудительных работ и репрессий, часть казахских родов откочевала в Китай.

## Революция и Гражданская война
После отречения Николая II и создания Временного правительства политическая жизнь оживилась и на окраинах империи. Прокадетски настроенные лидеры казахской интеллигенции проводят в июне 1917 года в Оренбурге Первый всекиргизский съезд. Главные вопросы его повестки были о том, что в России должна быть создана демократическая федеративная парламентская республика, киргизские области должны получить в ней автономию и должен быть решён наболевший земельный вопрос. Были избраны депутаты на Всероссийское учредительное собрание от казахских областей, в том числе от Семипалатинской области известный русский учёный-этнограф Григорий Николаевич Потанин — в молодости друг Чокана Валиханова, а также депутаты на съезд мусульман России «Шура-и-Ислам», в том числе Алькей Сатпаев, старший брат Каныша Сатпаева — позже первого президента Академии наук Казахской ССР. Первый всекиргизский съезд, по существу, конституировался в политическую партию «Алаш». Фактически руководителями партии «Алаш» стали Алихан Букейханов и Ахмет Байтурсынов. Абсолютное большинство членов партии не восприняли социалистическую программу большевистского толка и объединились под лозунгом: «Освобождение казахского народа из-под колониального ига!»
В декабре 1917 года в Оренбурге собрался Второй Общекиргизский съезд. Среди его организаторов были видные деятели казахской интеллигенции: бывший депутат I российской Госдумы Алихан Букейханов (1870—1938), редактор газеты «Казах» Ахмет Байтурсынов (1873—1937), поэт и писатель Миржакип Дулатов (1885—1935). Среди участников были поэт и писатель Магжан Жумабаев (1893—1938) и премьер только что провозглашённой в Коканде Туркестанской автономии Мустафа Шокай (1891—1941), заменивший на съезде другого её лидера, бывшего депутата Госдумы II созыва Мухамеджана Тынышпаева (1879—1938). Съезд объявил автономию казак-киргизских областей под названием «Алаш» в составе будущей Российской федерации и создал Народный совет (правительство) «Алаш-Орда», из 25 членов которого 10 мест было предоставлено русским и другим нациям. Съезд также постановил не признавать Советской власти, создать свою армию, но и не вмешиваться в разгорающуюся в России гражданскую войну. Впрочем впоследствии «Алаш-Орда» поддержала меньшевиков и заключила военный союз с КОМУЧем, пыталась сотрудничать и с Временным Сибирским правительством, которое, однако, её отвергло. Критическим для организации стал 1919 год, после Тургайского мятежа и казни алаш-ордынцами красных командиров (Амангельды Иманов и др., в своё время активных участников восстаний 1916 года вместе с Алиби Джангильдиным) конфронтация с красными стала необратимой, на западе Казахстана под давлением ультиматума РККА «Алаш» фактически прекратила деятельность, на востоке — присоединилась к белым, позже алашские кавалеристы ушли с ними в Китай. Поэтому в начале 1920 года была упразднена большевиками, пришедшими к власти, а её лидеры позднее расстреляны (1928—1938), кроме Мустафы Шокая, который вовремя эмигрировал (по одной из версий — убит нацистами за отказ сотрудничать). Отделались ссылкой или были оправданы некоторые рядовые и малоактивные члены автономии.
Кокандская автономия (1917—1918), куда входили земли Сырдарьи и Семиречья, населённые казахами, также не принявшая Советскую власть, была разгромлена большевиками ещё раньше, что привело к национально-освободительному партизанскому движению в Средней Азии, названном Советами басмачеством. Февральская революция не привела к существенным изменения в Средней Азии и Южном Казахстане. Но практически синхронно с Октябрьской революцией произошло Вооружённое восстание в Ташкенте в октябре 1917 года, что привело к двоевластию, а затем и к гражданской войне. После подавления к концу 1917 года сил Туркестанского генерал-губернаторства, поддержавших Временное Правительство, в начале 1918 года была провозглашена Туркестанская АССР (1918—1924), в составе которой сохранилась и Семиреченская область с городом Верный — будущей столицей Казахстана. Центр данного образования находился в Ташкенте и его история неразрывна связана также с историей Узбекистана, Киргизии, Туркменистана и Таджикистана. Находясь в 1918—1920 годах в кольце фронтов гражданской войны и отрезанная ими от своей метрополии — РСФСР, ТАССР не могла уделять значительного внимания событиям севернее своей границы. Боевые действия с переменным успехом велись в прикаспийском регионе (Западный Казахстан), здесь действовал красный командир Джангильдин А. Т., здесь же РСФСР пыталась прорвать блокаду белыми «красной Средней Азии», один раз на зиму и весну 1919 года это удалось. После чего был образован Актюбинский фронт ТАССР, который 13 сентября 1919 года вновь соединился в Челкаре с наступающим со стороны РСФСР Туркестанским фронтом РККА и влился в него. Первоначальный успех Колчака в действиях против Восточного фронта РККА дал предпосылки для захвата всей территории Казахстана, летом 1918 года белогвардейцы начали наступление от Семипалатинска на Сергиополь, город Верный оказался под угрозой. ТАССР была вынуждена организовать Семиреченский фронт от Балхаша до китайской границы. Туркестанский фронт РККА летом 1919 года успел разгромить белых Деникина в Туркмении и Западном Казахстане, а осенью — белых Колчака и алаш-ордынцев на северо-западе Казахстана, после чего уже смог оказать помощь Семиреченскому фронту ТАССР и заняться басмачами. К началу 1920 года ситуация кардинально изменилась в пользу красных на всех фронтах Гражданской войны.

## Советский период
Декретом Совета Народных Комиссаров (СНК) РСФСР от 10 июля 1919 года был создан Киргизский край. 26 августа 1920 года ВЦИК и СНК РСФСР приняли подписанный М. И. Калининым и В. И. Лениным Декрет «Об образовании Автономной Киргизской Социалистической Советской Республики» в составе РСФСР со столицей в Оренбурге. Она была образована из Акмолинской, Семипалатинской, Тургайской, Уральской, а также Букеевской и частей Оренбургской губерний. Именно этого собирания казахских земель добивалась самопровозглашённая «Алаш-Орда», ликвидированная большевистским Военно-революционным комитетом по управлению Киргизским краем 5 марта 1920 года.
14 октября 1924 года была выделена Кара-Киргизская автономная область (нынешняя Киргизия) в составе Киргизской АССР.
В 1925 году, после национально-территориального размежевания в Средней Азии, Киргизская АССР переименована в Казакскую АССР, столица перенесена с Урала на Сырдарью в город Перовск (бывшая Ак-Мечеть), получивший новое название Кзыл-Орда (Красная ставка), в её состав вошли ещё Сырдарьинская и Джетысуйская области бывшей Туркестанской АССР с казахским населением и Каракалпакская АО (позднее в 1936 году включена в Узбекскую ССР с преобразованием в Каракалпакскую АССР). Оренбургская область была возвращена в непосредственное подчинение РСФСР.
В 1927 году столица перенесена ещё восточнее в Алма-Ату. По воспоминаниям члена Президиума ЦИК СССР В. Молотова: «создание среднеазиатских республик» «и границы» — это целиком сталинское дело". «Острая борьба шла» — «казахи, например, их верхушка, дрались за Ташкент, хотели чтобы он был их столицей… Сталин собрал их, обсудил это дело, посмотрел границы и сказал: Ташкент — узбекам, а Верный, Алма-Ата — казахам».
В 1932 году весь залив Кара-Богаз-Гол был отнесён к Туркменской ССР, несмотря на то, что по его берегам кочевали казахские адайские роды.
В 1936 году Казакская АССР была переименована в Казахскую АССР, а затем 5 декабря 1936 года была отделена от РСФСР и преобразована в Казахскую ССР.

### Культурные преобразования и репрессии
До Октябрьской революции уровень грамотности населения Казахстана был крайне низким, с точки зрения знаний русского языка. Но нельзя упускать из виду, что на территории дореволюционного Казахстана господствовала арабская грамота. Стоит учесть что к грамотности не причисляли знание арабской письменности. Обучение велось во всех населенных пунктах. Так, в Тургайской области доля грамотных в 1897 году составляла 4,5 % (7,5 % среди мужчин, 1,2 % среди женщин). При этом среди населения с родным русским языком доля грамотных составляла 16,6 % (25,7 % у мужчин и 6,9 % у женщин), а у населения с родным «киргизским» (казахским) языком — 3,1 % (5,6 % у мужчин и 0,4 % у женщин).
В 1918 году началась государственная кампания по ликвидации неграмотности. К концу Гражданской войны в Казахстане было 2410 школ, где училось 144 тыс. человек (из них 21 % — казахи). В 1925 году число школ возросло до 2713, а число учащихся — до 161 тыс. В 1930 году был декларирован переход к всеобщему обязательному начальному обучению, а в 1931 году было введено всеобщее обязательное семилетнее образование (в городской местности). Также велась ликвидация неграмотности среди взрослых. Так, в 1921—1927 годах было обучено грамоте 200 тыс. чел., а в 1930 году — 500 тысяч (уже на новом алфавите). К 1935 году обучением был охвачен 91 % детей школьного возраста, однако лишь треть из них обучалась в семилетних и средних школах, а средних школ с казахским языком обучения не было вообще.
В 1928 году в Алма-Ате был открыт Казахский национальный педагогический университет имени Абая, в 1929 — зооветеринарный институт, в 1930 — сельскохозяйственный институт, в 1931 — медицинский институт, в 1934 — горно-металлургический институт. В том же году были открыты учительские институты в Уральске, Семипалатинске, Актюбинске, Петропавловске, Чимкенте и Кустанае, но все с обучением на русском языке.
На протяжении нескольких веков единственной письменностью, которой пользовались казахи, являлся арабский алфавит, который был абджадом, то есть обозначались преимущественно согласные звуки, некоторые гласные передавались методом matres lectionis. Только после революции, в 1924 году, Ахметом Байтурсыновым с целью правильной передачи гласных с учётом казахской фонетики был разработан проект «Төте жазу» — ясное письмо (также называемого «Жаңа емле» — «новая орфография»). В 1920-х годах в ряде тюркоговорящих регионов мира начался процесс замены арабской графики на латинскую, так в 1928 году в Турции был введён новый латинизированный алфавит, в 1929 году в СССР стартовала кампания латинизации, которая охватила как тюркские языки (в том числе и казахский), для которых был введён специально разработанный общетюркский алфавит яналиф, но также и десятки нетюркских языков народов СССР. Ныне латинизацию казахской письменности зачастую трактуют как существенный урон национальной культуре и интеллигенции так как латинизация преследовала политическую цель изолировать тюркские народы СССР от исламского мира, а затем и остального тюркского мира. В 1940 году была осуществлена кампания по переводу ранее латинизированных алфавитов (в том числе и казахского) на кириллицу — кириллизация. Это отлучило казахов ото всей изданной до 1929 года литературы, как казахской (Кунанбаев Абай, Дулатов Миржакип, Жумабаев Магжан, Ауэзов Мухтар и др.), так и общетюркской (Аль-Фараби, Ахмед Яссави, Юсуф Баласагуни, Махмуд Кашгари и др.)
К этому добавились политические репрессии против казахской интеллигенции. «В 30-е годы было уничтожено 2 поколения казахской интеллигенции» (ученый Надир Азербаев), «власть прежде всего старалась обезглавить народ, ликвидировав мыслящую интеллигенцию» (исследователь Лариса Кудерина).
Посредством обучения русскому языку казахское население получило доступ почти ко всей культуре русского народа, а в пределах советской идеологии и к мировой культуре. Но при этом происходила потеря национальной идентификации. Политика русификации Казахстана привела к тому, что многие советские казахи уже не знали родного языка. С 1954 по 1986 год было закрыто 546 школ с казахским языком обучения. В Алма-Ате в 1957 году осталась всего одна казахская школа № 12, а во всей Казахской ССР был только один вуз с преподаванием на казахском языке — КазЖенПИ, готовивший учительниц начальных классов для сельских школ.
И через 20 лет обретения независимости страны проблемы с родным языком не преодолены. Даже кандидаты в президенты Казахстана не только из числа советского поколения проваливают экзамен на знание казахского языка.

### Голод 1930-х гг.
Период становления административно-плановой государственной системы в республике был наиболее болезнен: в рамках форсированной коллективизации, предполагавшей оседлость сельского населения, было нарушено кочевое и полукочевое скотоводство — традиционная хозяйственная национальная отрасль казахов-кочевников.
В начале 30-х годов в результате репрессивной сталинской сельскохозяйственной политики, проводимой в Казахстане первым секретарем Казкрайкома ВКП(б) Филиппом Голощекиным и заключавшейся в насильственном переводе коренного населения с полукочевого на оседлый образ жизни, при котором из-за невозможности содержать многочисленный скот начались его массовые падежи, от голода погибло около полутора миллиона казахов (31 % сельского населения). Этот рукотворный голод, получивший в народе название ашаршылық, документально описан в книге В. Ф. Михайлова «Хроника великого джута», сотни тысяч бежали в Китай. В 1954 году в Китае был даже образован приграничный Или-Казахский автономный округ (ИКАО) с центром в Кульдже. В 2013 году к 80-летию народного бедствия вышел и документальный фильм Адиля Медетбаева об этом «голодоморе». Частично эта катастрофа признаётся и советскими источниками. Согласно Всесоюзной переписи населения СССР 1926 года, казахов в Казакской АССР насчитывалось 3,475 млн человек, а согласно переписи 1939 года — всего 2,327 млн человек.

### Антисоветские восстания сарбазов 1930 года
За период с 1929 года по 1932 года в Казахстане было 372 восстания против насильственной коллективизации голода.

### Депортация и переселение в Казахстан

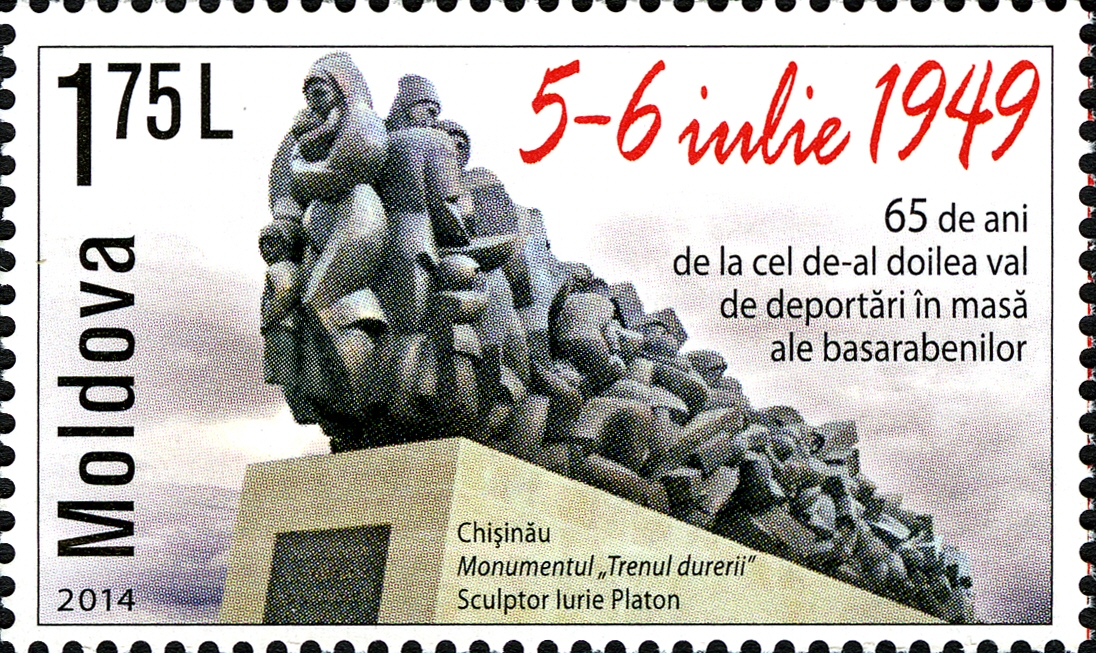
Почтовая марка Молдавии, посвящённая депортации народов

В конце 30-х годов в Казахстан по сталинскому решению был депортирован целый ряд народов СССР: поляки с Западной Украины и из Западной Белоруссии (1936), украинцы с Западной Украины (1939—1944), корейцы из Приморья и Сахалина (1937), в годы войны были депортированы немцы Поволжья (1941), греки из Краснодарского края (1941), карачаевцы и балкарцы (1943), а также чеченцы и ингуши (1944) с Северного Кавказа, ахысхаистанцы (это преимущественно ахысхаистанские турки, затем ахысхаистанские курды, терекеме, азербайджанцы и хемшилы) из пяти районов Грузинской ССР (1944), крымские татары из Крыма (1944), молдаване из Бессарабии (1949). В период с середины 1930-х и до начала 1940-х годов в Казахской ССР были созданы исправительно-трудовые лагеря АЛЖИР, Карлаг и Степлаг системы ГУЛАГ, куда этапировались заключенные из многих регионов СССР. В постперестроечной публицистической и правозащитной прессе эти лагеря называют концентрационными лагерями. Широко развернутая советской властью кампания освоения целинных земель в 1950-х годах привела к дополнительному переселению в Казахстан около миллиона новых жителей из России, с Украины и из Белоруссии. В результате чего он стал республикой СССР с наименьшим количеством представителей титульной нации — доля казахов по переписи населения 1959 года снизилась до 30 % от общей численности населения Казахской ССР 9,3 млн человек. Для сравнения: доля русских в тот же период составила более 40 %.

### Индустриализация
В конце 1930-х годов началась мощная индустриализация республики, которая позволила Казахстану превратиться в солидный промышленный регион, органично включённый в общесоюзный комплекс, при этом приоритетом было развитие горнодобывающего сектора, в результате чего республика фактически стала сырьевым придатком Центра, так к 1991 году на долю Казахстана приходилось 70 % союзного производства свинца, цинка, титана, магния, олова, 90 % фосфора и хрома, более 60 % серебра и молибдена. Также были разведаны и начата добыча на крупнейших месторождениях нефти, золота, урана, меди и др.
С началом фашистской агрессии на Советский Союз в Казахстан было эвакуировано свыше 400 заводов и фабрик из европейской части СССР, на основе которых разрослась промышленность Казахстана. Были построены новые города и рабочие посёлки, заводы и шахты, дороги и мосты. Для работы на стройках, добыче полезных ископаемых, на заводах и фабриках наряду с трудовыми ресурсами Казахстана и эвакуированного из европейской части СССР гражданского населения также применялся труд заключённых и трудовых армий.

### Атомные испытания, космос, милитаризация

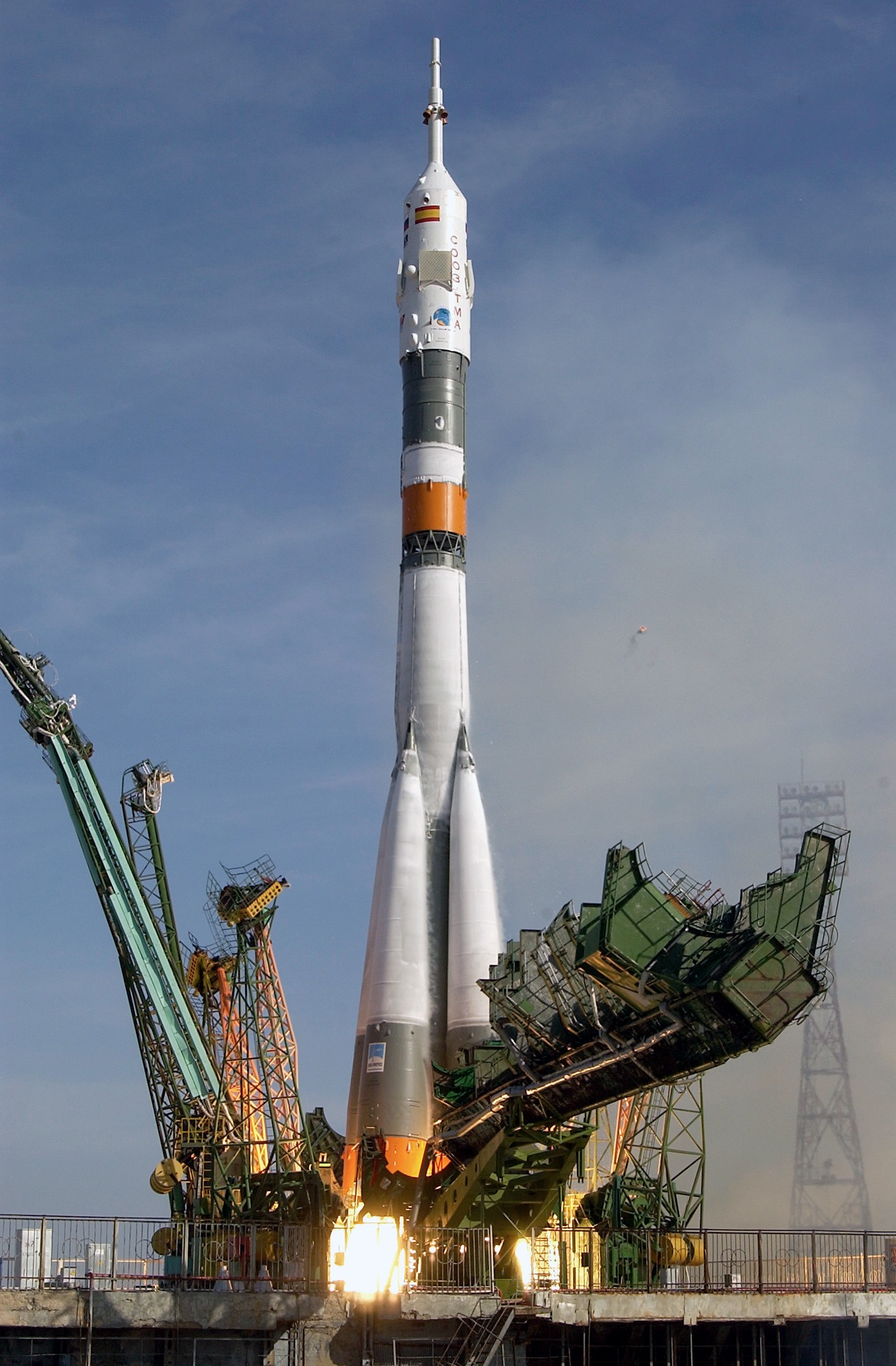
18 октября 2003 года. Байконур. Запуск российского космического корабля Союз ТМА-3

После Второй мировой войны в Казахстане был создан Семипалатинский ядерный полигон, на котором в 1949 году была испытана первая советская атомная бомба РДС-1, а затем и первая термоядерная РДС-6 (1953). Суммарная мощность ядерных зарядов, испытанных под землёй и в воздухе только за период 1949-63 годы на Семипалатинском полигоне, в 2500 раз превысила мощность атомной бомбы, сброшенной на Хиросиму. Региону был нанесён серьёзный экологический ущерб. В прилегающих к полигону районах люди подверглись радиационному заражению, со временем повлекшему болезни и генетические нарушения. В 1989 году было создано движение «Невада — Семипалатинск», объединившее борцов против ядерных испытаний по всему миру.
В 1955 году в Казахстане начато строительство военного полигона Байконур для испытаний баллистических ракет, который в 1957 году стал первым космодромом планеты: отсюда был запущен первый искусственный спутник Земли, а в 1961 году — первый космонавт. В последующие годы с Байконура стартовали тысячи ракет-носителей с искусственными спутниками Земли, включая спутники военного назначения серии «Космос»), а также сотни межконтинентальных ракет (УР-500, РС-16, РС-18, РС-20).
В 1969—1970 годах в Мангышлакской области (современная Мангистауская область) была проведена серия экспериментов «Сай-Утёс» с подземным подрывом промышленных термоядерных зарядов. Выброса радиации в этом случае не произошло, на поверхности образовались провальные воронки, не связанные с полостью взрыва.
На территории Казахстана Министерством обороны СССР было размещено много военных баз и испытательных полигонов (Сары-Шаган, Омега-2, Терра-3, Эмба-5 и др.), стратегических аэродромов и ракетных шахт (Камбала, Карась, Луговая, Учарал, Чаган, Державинск, Тюра-Там, Жангиз Тобе и др.), а также стратегическая ЗГРЛС «Дарьял-У» на Балхаше.
В 200 км к северо-востоку от Акмолинска был построен закрытый город Степногорск, где на двух комбинатах разрабатывалось ядерное и бактериологическое оружие. Также тайные испытания бактериологического оружия проводились на острове Возрождения в Аральском море.

### Гибель Аральского моря
Отчасти в результате кардинальных мер по развитию хлопковой монокультуры в Южном Казахстане и Узбекистане фактически за одно поколение (последствия наступили уже в 1980—1990-х годах) исчезло Аральское море — на орошение полей ради выполнения рекордных планов по хлопку, забирали большую часть воды из основных питающих Арал рек — Сырдарьи и Амударьи. Однако, эти причины признаны не решающими.

### Распад СССР и судьба Казахской ССР. Последствия
16—17 декабря 1986 года в Алма-Ате произошёл антиправительственный мятеж (митинговали в основном студенты), поводом к которому послужило назначение генеральным секретарём ЦК КПСС Михаилом Горбачёвым «варяга» Геннадия Колбина, первого секретаря Ульяновского обкома партии, на пост первого секретаря ЦК Компартии Казахской ССР. Этим назначением была нарушена многолетняя негласная традиция назначения глав республик СССР из местных кадров титульной нации. Мятеж был жёстко подавлен с привлечением воинских частей, многочисленные его участники были избиты, а другие понесли уголовное наказание, масса студентов была исключена из институтов. Несколько участников декабрьских событий погибли. Среди них как символ борьбы молодежи за свободу выделяется молодой демократ Кайрат Рыскулбеков.

Памятник «Тәуелсіздік таңы» (Заря независимости), посвящённый декабрьским событиям, 2009

Через 20 лет у Новой площади в Алма-Ате, где происходил разгон демонстрации, был открыт монумент «Тәуелсіздік таңы» (Заря независимости).
22 июня 1989 года первым секретарём ЦК КП Казахской ССР вместо Колбина был назначен тогдашний председатель Совета Министров Казахской ССР казах Нурсултан Назарбаев. На этот раз никакого мятежа не произошло, более того, 24 апреля 1990 года Верховным Советом КазССР Назарбаев был избран Первым президентом Казахстана, а в августе 1991 года после провала путча ГКЧП он заявил о своём выходе из КПСС и сложил с себя полномочия первого секретаря ЦК КП Казахстана. 1 декабря 1991 года на первых всенародных выборах Президента республики был только 1 кандидат Нурсултан Назарбаев. Итог голосования: 98,7 процентов избирателей ответили «за».
10 декабря 1991 года согласно принятому Верховным Советом КазССР закону, название республики «Казахская Советская Социалистическая Республика» было изменено на «Республика Казахстан». Однако, в казахской конституции 1978 года сохранялось наименование «Казахская Советская Социалистическая Республика» вплоть до принятия Конституции Республики Казахстан 28 января 1993 года.
Примечательно, что именно 16 декабря 1991 года Казахстан после фактического распада СССР (Беловежское соглашение, 8 декабря) последним из всех союзных республик провозгласил свою независимость. Первыми его признали единственное до этого независимое тюркское государство Турция, затем США и соседний Китай.
21 декабря Президент Казахской ССР Н. Назарбаев подписал алма-атинский протокол к беловежскому соглашению и Алма-Атинскую декларацию о целях и принципах СНГ.
23 декабря Верховный Совет Казахской ССР ратифицировал беловежское соглашение о ликвидации СССР вместе с протоколом.
А 26 декабря 1991 года Совет Республик Верховного Совета СССР под председательством народного депутата Казахской ССР, известного казахского писателя Ануара Алимжанова принял декларацию № 142-Н о прекращении существования Советского Союза в связи с образованием СНГ.

## Независимый Казахстан
Новейшая история Республики Казахстан началась после получения независимости в 1991 году. После обретения Казахстаном независимости президент Назарбаев обещал создать демократические политические институты и рыночную экономику. В 1993 году была принята конституция, которая провозгласила Казахстан «демократическим, светским, правовым и социальным государством». Однако страна постепенно двигалась к авторитаризму.
В 1995 году после политического кризиса в результате референдума была принята новая конституция.
В апреле 1995 года референдум продлил срок полномочий Назарбаева до конца 1999 года. В октябре 1998 года парламент продлил срок президентских полномочий с пяти до семи лет и снял ограничение по максимальному возрасту (65 лет). В мае 2007 года срок полномочий президента был вновь сокращен до пяти лет, но для Назарбаева было снято ограничение на количество президентских сроков. Закон 2000 года, с поправками 2010 года, ввел понятие «Первый Президент Республики Казахстан» и «Лидер Нации» (Елбасы), тем самым наделив Назарбаева определёнными пожизненными полномочиями. Поправки в конституцию 2007, 2010 и 2017 годов позволили Назарбаеву избираться неограниченное количество раз. Присутствие оппозиционных партий в парламенте сократилось до нуля после выборов 2007 года, когда был сформирован законодательный орган, состоящий только из представителей правящей партии «Нур Отан».
В декабре 1997 года столица страны была перенесена из Алма-Аты в Акмолу.

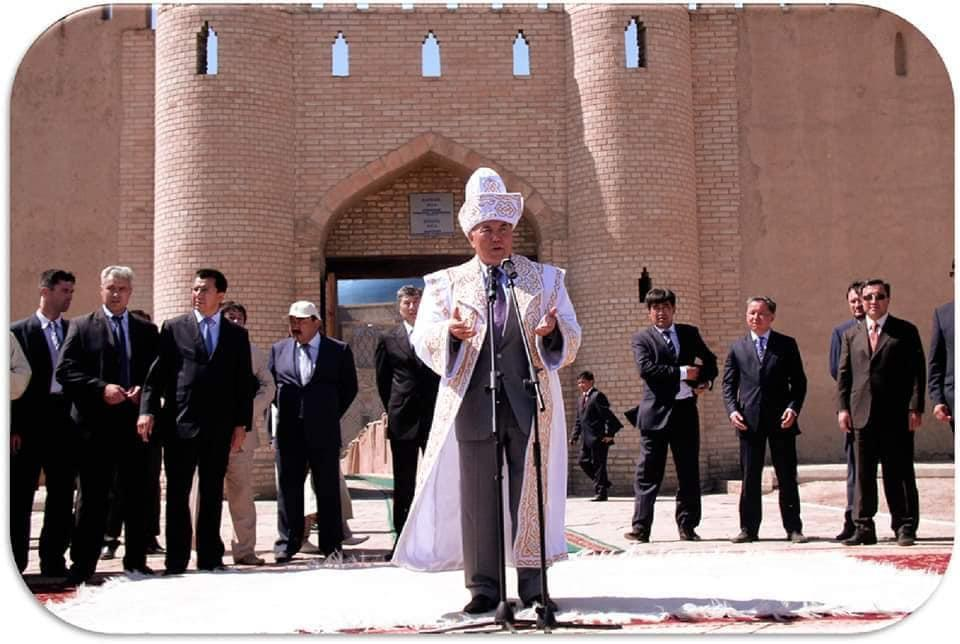
Выступление президента Назарбаева 29 сентября 2018 года

Относительно быстрый экономический рост в Казахстане был обусловлен высокими ценами на нефть и притоком инвестиций в страну. Но наиболее ценные экономические активы принадлежали либо семье Назарбаева, либо особо приближенным к нему лицам. Старшая дочь Назарбаева Дарига Назарбаева, его зять Тимур Кулибаев (муж второй дочери Назарбаева, Динары) и его племянник, Кайрат Сатыбалди, а также их супруги, дети и близкие, влияли на значительную долю экономики Казахстана. В 1998 году правительство приостановило приватизацию нефтяного сектора после нескольких лет фракционной борьбы, что позволило Кулибаеву захватить контроль над важными нефтегазовыми структурами.
Доля русского населения в Казахстане сократилась на 17,6 процентных пунктов: с 37,4 % в 1989 году до 19,8 % в 2018 году.
19 марта 2019 года Назарбаев сложил с себя президентские полномочия, но сохранил звание «Лидера нации», пост пожизненного главы Совета безопасности, лидера правящей партии «Нур Отан» и членство в Конституционном совете. Полномочия главы государства автоматически перешли к председателю сената парламента Касым-Жомарту Токаеву. 9 июня 2019 года Токаев был избран президентом. Однако Назарбаев сохранил в своих руках и формальные, и неформальные рычаги власти.
В начале января 2022 года в стране начались протесты из-за роста цен на газ (цены начал регулировать свободный рынок, а не правительство). Протесты быстро переросли в массовые беспорядки. 5 января 2022 года Токаев сам занял должность главы Совета безопасности. 6 января по запросу президента Казахстана была объявлена операция ОДКБ в Казахстане, включавшая вооружённые силы России и ещё 5 стран и заявленная как миротворческая миссия по охране важных объектов и помощи в поддержании правопорядка. Был объявлен режим антитеррористической операции, начались зачистки городов от протестующих. В результате этих событий в стране поменялись премьер-министр, госсекретарь, спикер нижней палаты парламента. Из 16 министров была заменена половина. Назарбаев лишился должности лидера правящей партии «Нур Отан». Эту должность занял Токаев. В результате январских событий погибло 257 человек, включая 19 сотрудников органов правопорядка.
5 июня 2022 года на референдуме были одобрены поправки к конституции, означающие переход «от суперпрезидентской формы правления к президентской республике с влиятельным парламентом и подотчётным правительством». Из конституции были исключены все упоминания о статусе Назарбаева как первого президента Казахстана.
1 сентября 2022 года президент Касым-Жомарт Токаев в послании к народу объявил о досрочных президентских выборах. Он пообещал, что у президента будет возможность только один раз избираться на этот пост со сроком в 7 лет. 17 сентября 2022 года Токаев подписал поправки в конституцию, согласно которым срок полномочий президента будет составлять 7 лет без права переизбрания. Выборы прошли 20 ноября 2022 года, Токаев был переизбран на новый срок.